# Castelul Corvinilor
Castelul Corvinilor, numit și Castelul Huniazilor sau al Hunedoarei, este cetatea medievală a Hunedoarei, unul din cele mai importante monumente de arhitectură gotică din România.
Este considerat unul dintre cele mai frumoase castele din lume, fiind situat în „top 10 destinații de basm din Europa”.
Castelul Hunedoarei este cea mai mare construcție medievală cu dublă funcționalitate (civilă și militară) din România aflată încă „în picioare”.

## Istoric
Castelul a fost ridicat în secolul al XV-lea de Iancu de Hunedoara pe locul unei vechi întărituri, pe o stâncă la picioarele căreia curge pârâul Zlaști. Este o construcție impunătoare, prevăzută cu turnuri, bastioane și un donjon. Castelul a fost restaurat și transformat în muzeu. 

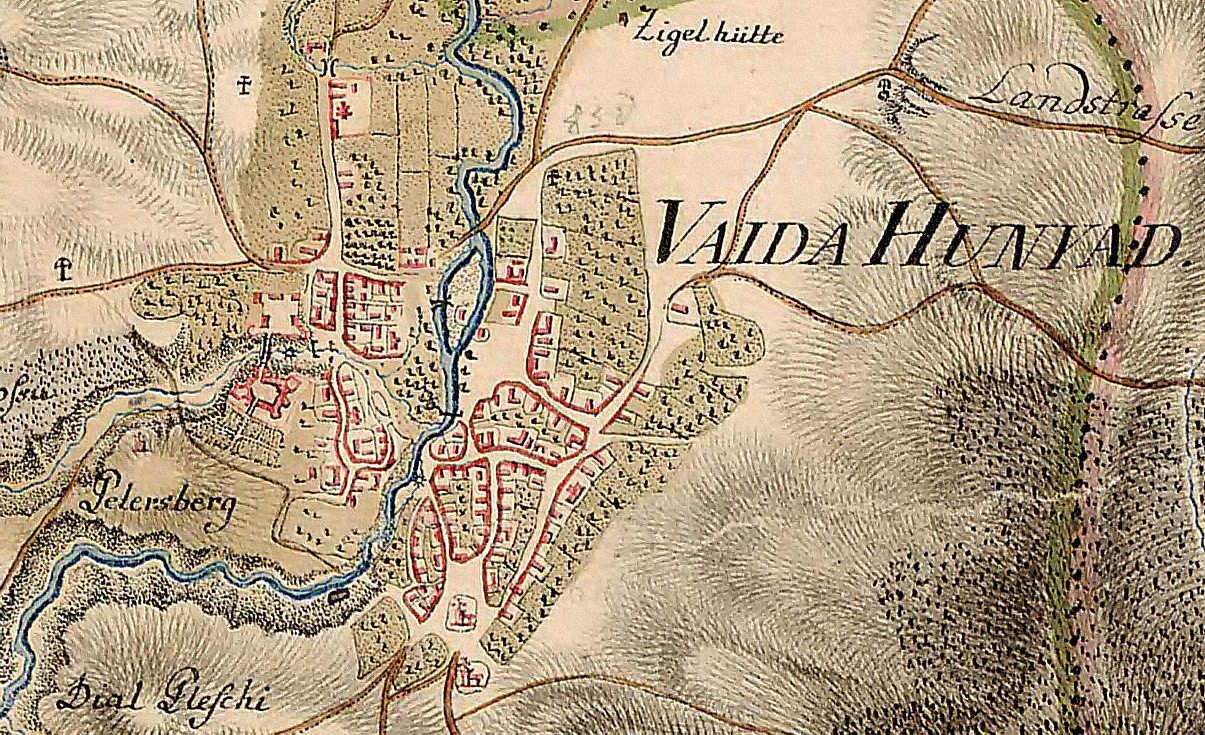
Castelul Huniazilor în Harta Iosefină a Transilvaniei, 1769-73

Cetatea a fost una dintre cele mai mari și vestite proprietăți ale lui Iancu de Hunedoara. Construcția a cunoscut în timpul acestuia însemnate transformări, servind atât drept punct strategic întărit, cât și drept reședință feudală. Cu trecerea anilor, diverșii stăpâni ai castelului i-au modificat înfățișarea, îmbogățindu-l cu turnuri, săli și camere de onoare. Galeria și donjonul . Ultimul turn de apărare (turnul „Ne boisa” = Nu te teme), rămase neschimbate de pe timpul lui Ioan de Hunedoara, precum și Turnul Capistrano (după numele lui Ioan de Capistrano, un vestit călugăr franciscan) reprezintă câteva dintre cele mai semnificative părți ale construcției. Mai pot fi amintite Sala Cavalerilor (o mare încăpere de recepții), Turnul buzduganelor, Bastionul alb care servea drept depozit de bucate și Sala Dietei, având medalioane pictate pe pereți (printre ele se găsesc și portretele domnilor Matei Basarab din Țara Românească și Vasile Lupu din Moldova). În aripa castelului numită Matia se mai deslușește destul de vag, o pictură referitoare la legenda cu corbul de la care se zice că își trag numele urmașii lui Ioan de Hunedoara (Corvini). 
În curtea castelului, alături de capela zidită tot în timpul lui Ioan de Hunedoara, se află o fântână adâncă de 30 de metri. Conform legendelor, această fântână ar fi fost săpată de trei prizonieri turci, cărora li s-a promis libertatea dacă vor ajunge la stratul de apă. Dar după 15 ani de trudă, când au terminat fântâna, stăpânii nu s-au ținut de cuvânt. Se spunea că inscripția de pe zidul fântânii înseamnă „Apă ai, inimă n-ai!”. În realitate, conținutul descifrat de specialiști este Cel care a scris această inscripție este Hasan, care trăiește ca rob la ghiauri, în cetatea de lângă biserică.

## Localizare
Accesul la Castelul Corvinilor se poate realiza pe DN7 (E15) până în dreptul localității Sântuhalm, dinspre est sau vest, iar de acolo urmând DJ 687 până în orașul Hunedoara. Intrarea se face dinspre localitatea Sântuhalm urmând bulevardele Traian, Republicii și Libertății. Vezi harta:
Geografic monumentul este situat în centrul județului Hunedoara, în partea sud-vestică a Municipiului Hunedoara, pe ultimele ramificații estice ale munților Poiana Ruscă.

## În prezent
În anul 2014, castelul a fost vizitat de peste 230.000 de turiști. În 2015, Castelul Corvinilor a avut 287.000 de vizitatori, în 2016 a fost vizitat de 300.193 turiști. În 2017, monumentul istoric din Hunedoara a primit vizita a 69.000 de oameni. În 2018, Castelul Corvinilor a înregistrat peste 351.000 de turiști. În anul 2021, castelul a fost vizitat de peste 275.000 de turiști.

## În cultura populară
Castelul Corvinilor a fost filmat și încadrat parțial (împreună cu Biserica evanghelică luterană fortificată medievală săsească din Biertan și centrul istoric al Sighișoarei) în videoclipul muzical pentru piesa „Zmeie” de formația rock românească Celelalte Cuvinte, piesă de pe albumul „Stem” lansat în anul 2008.

## Galerie de imagini

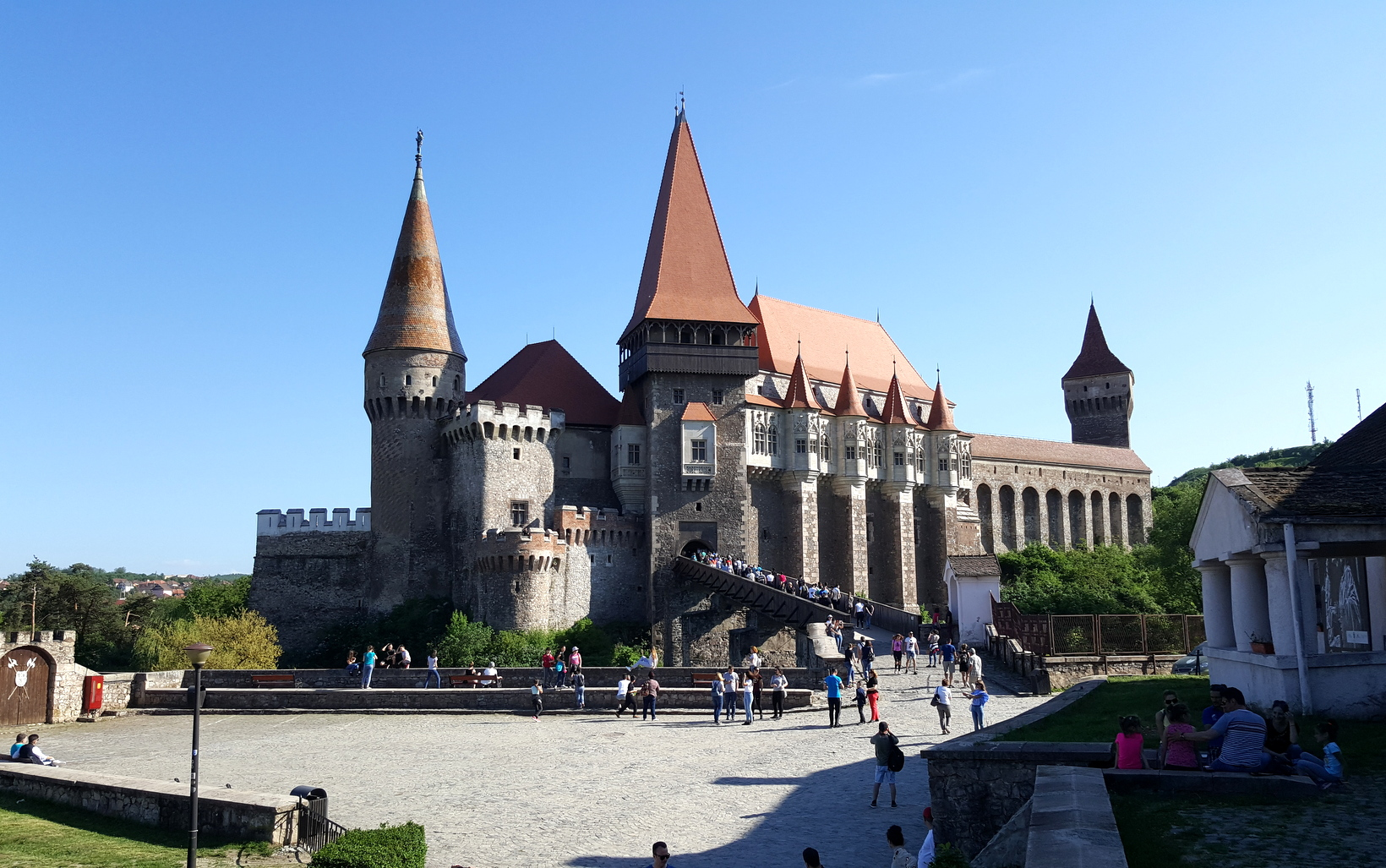
Castelul Corvinilor datează din secolul al XV-lea și este unul dintre cele mai vizitate monumente istorice din Transilvania.  Foto: Daniel Guță
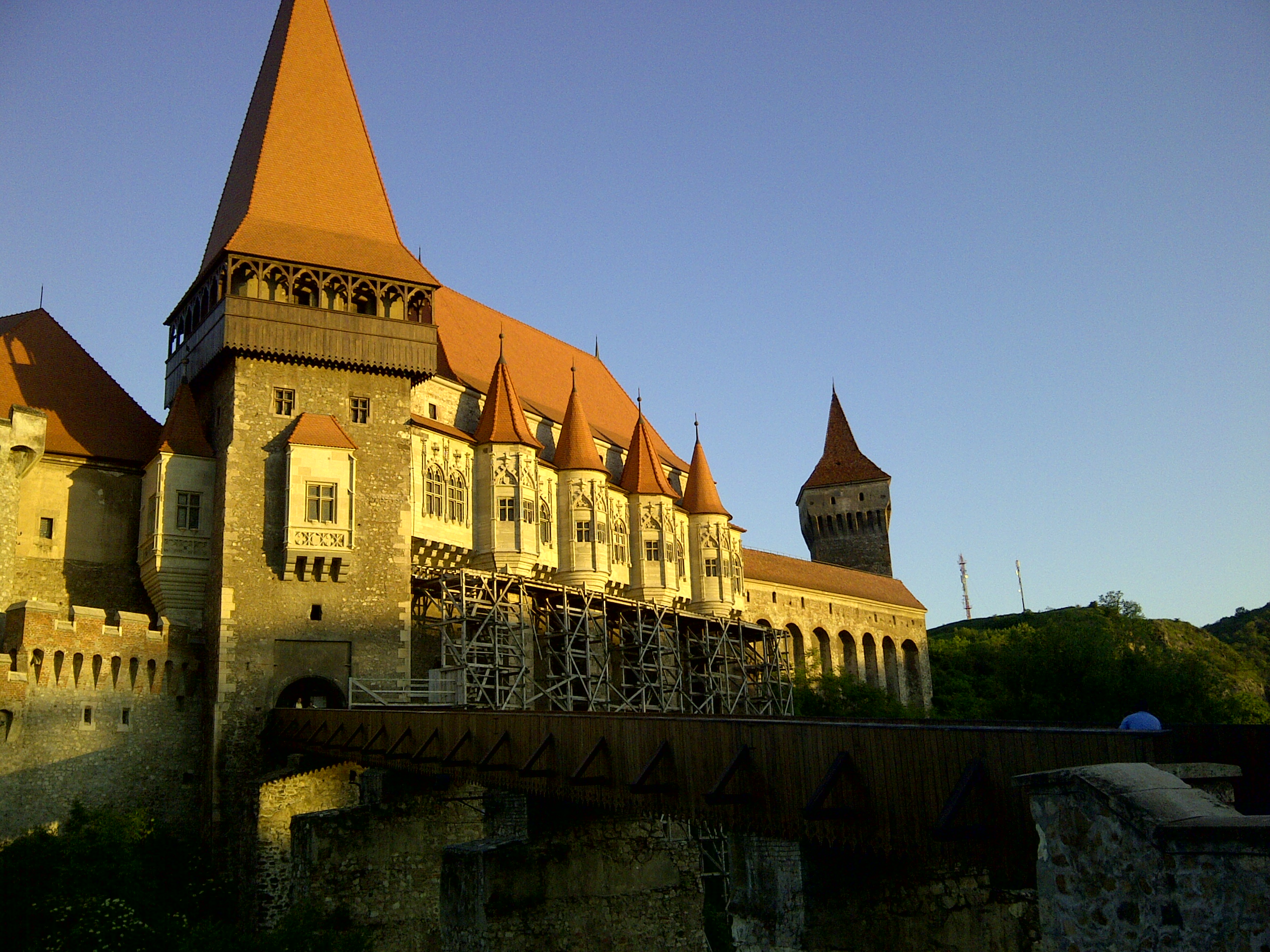
Imagine de ansamblu la 02.06.2012
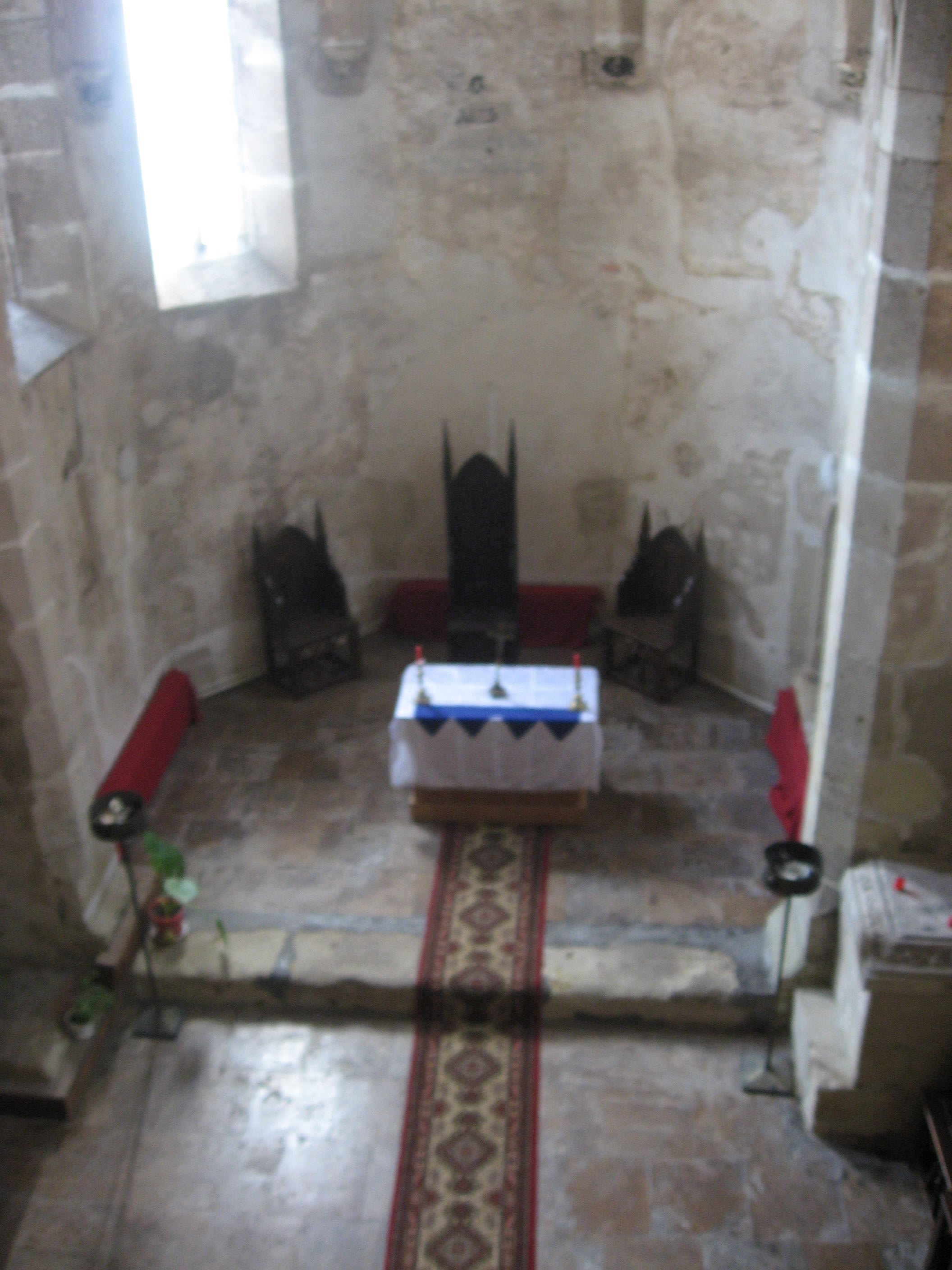
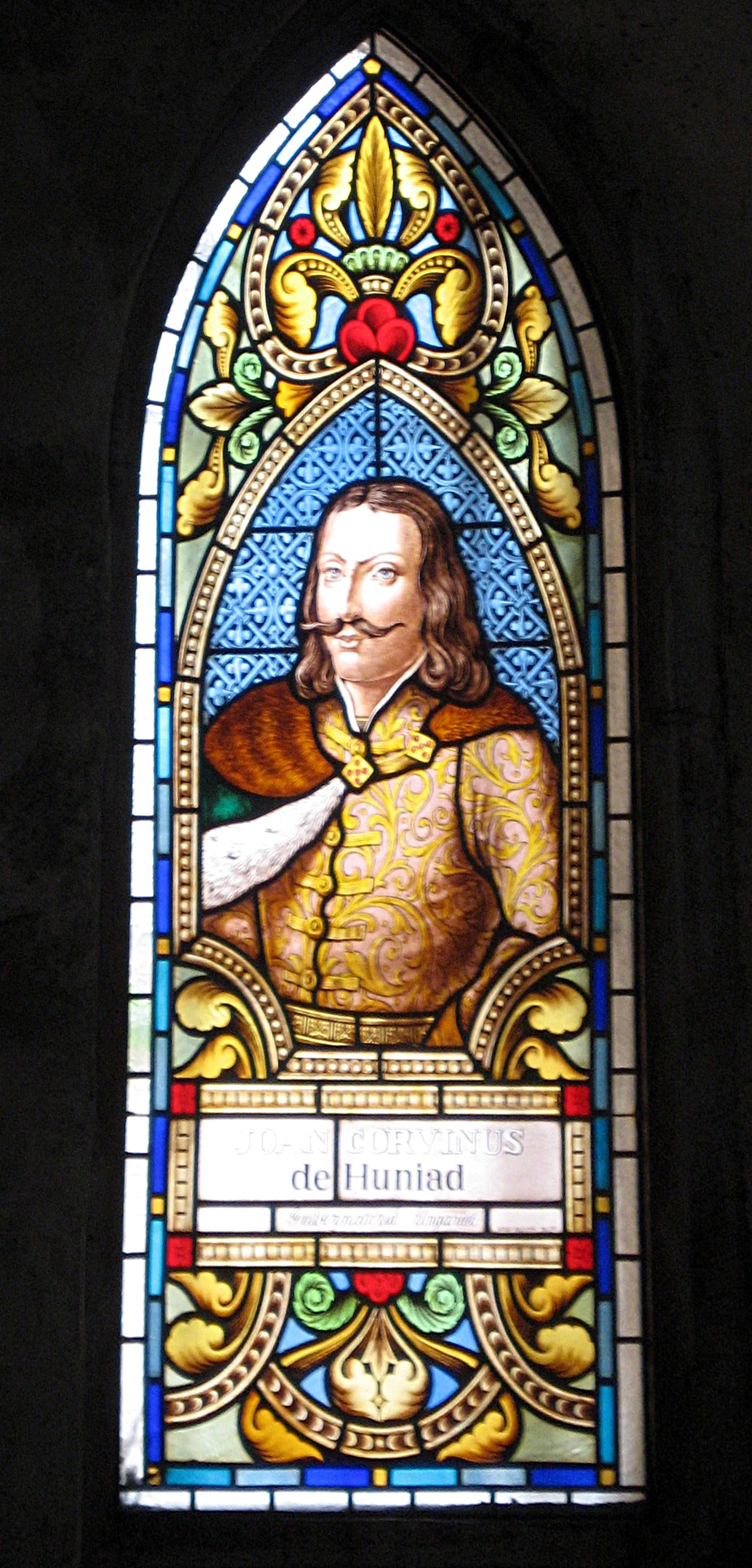
Vitralii Nicolae Moldoveanu
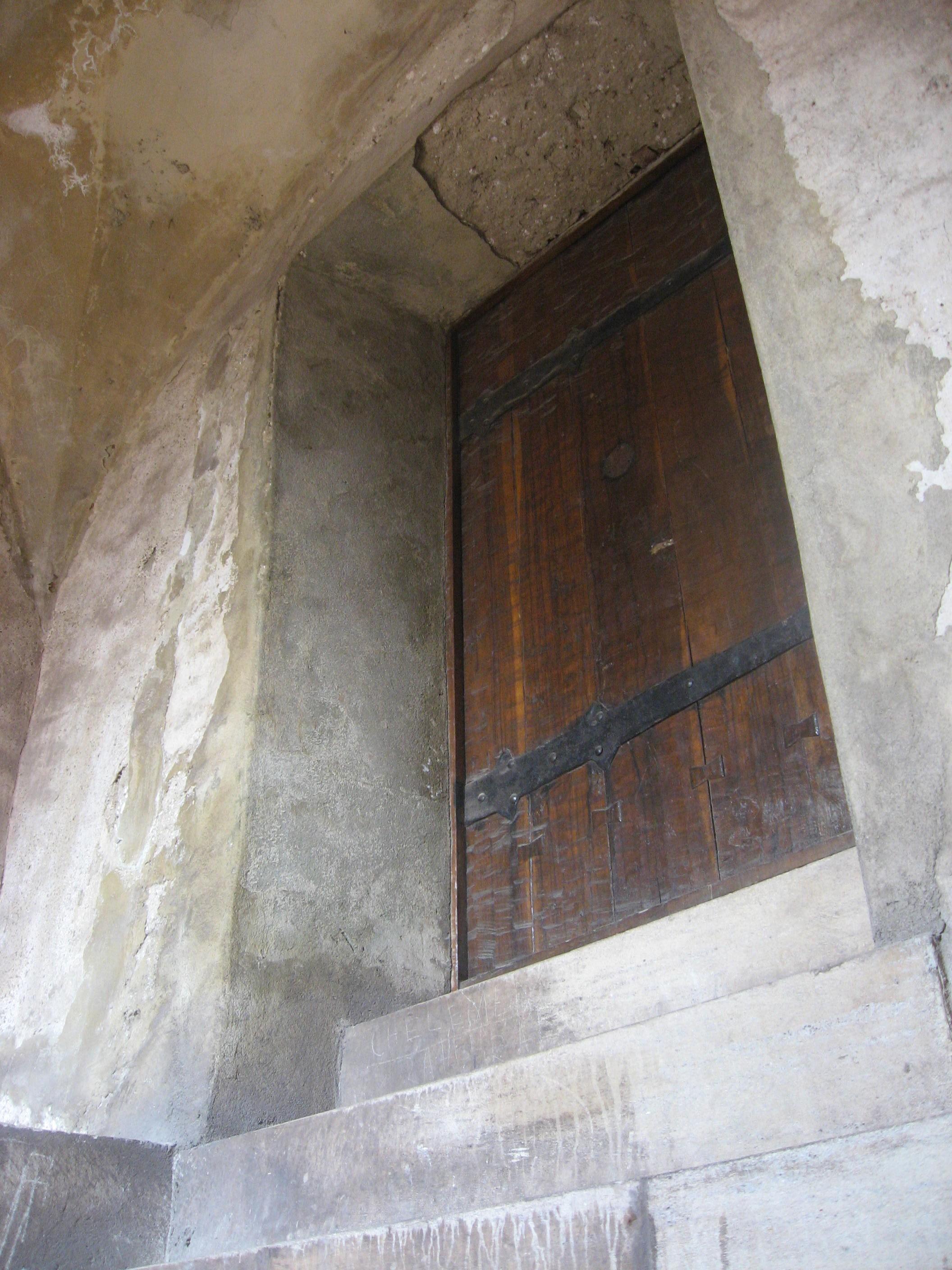
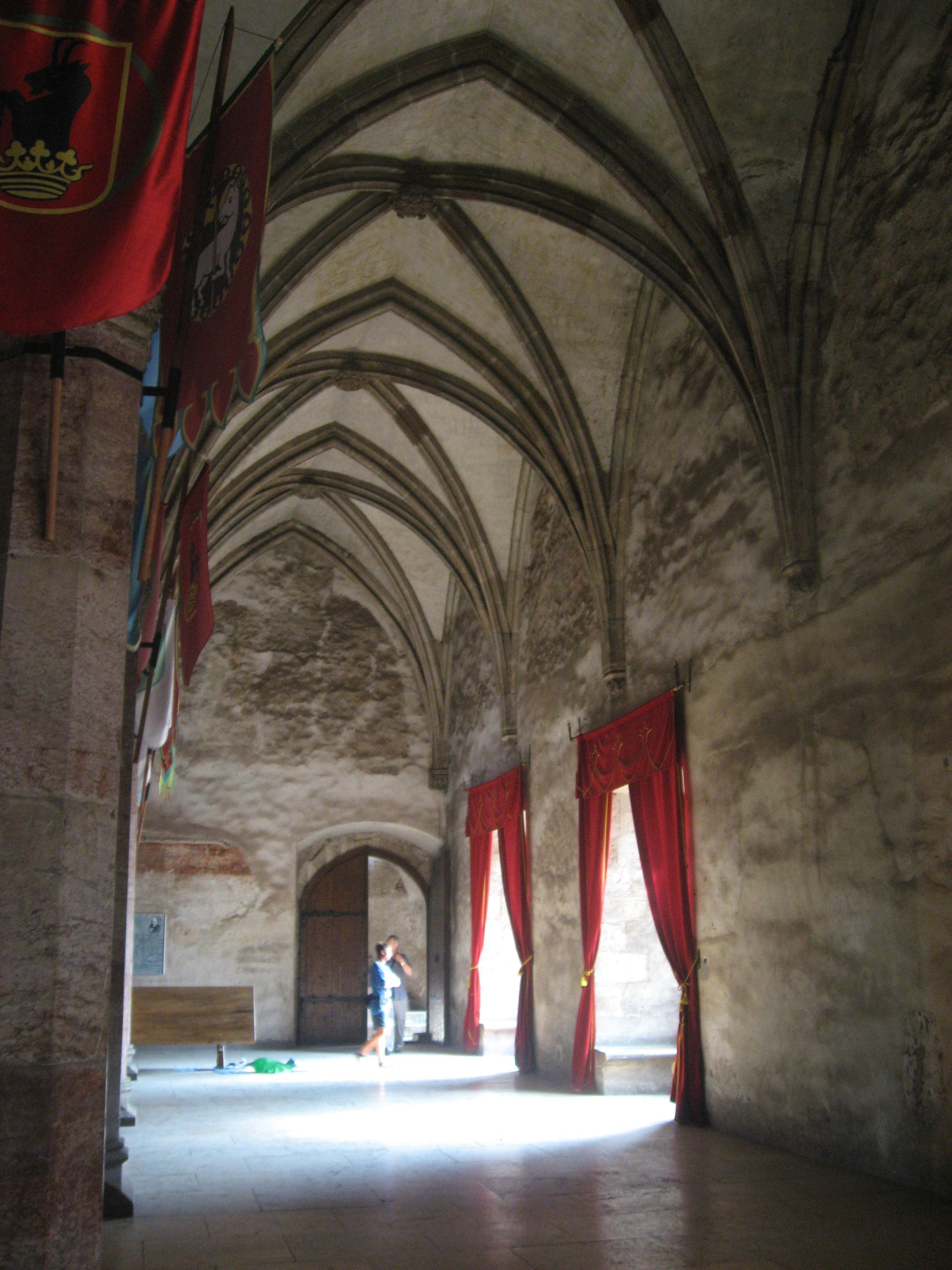
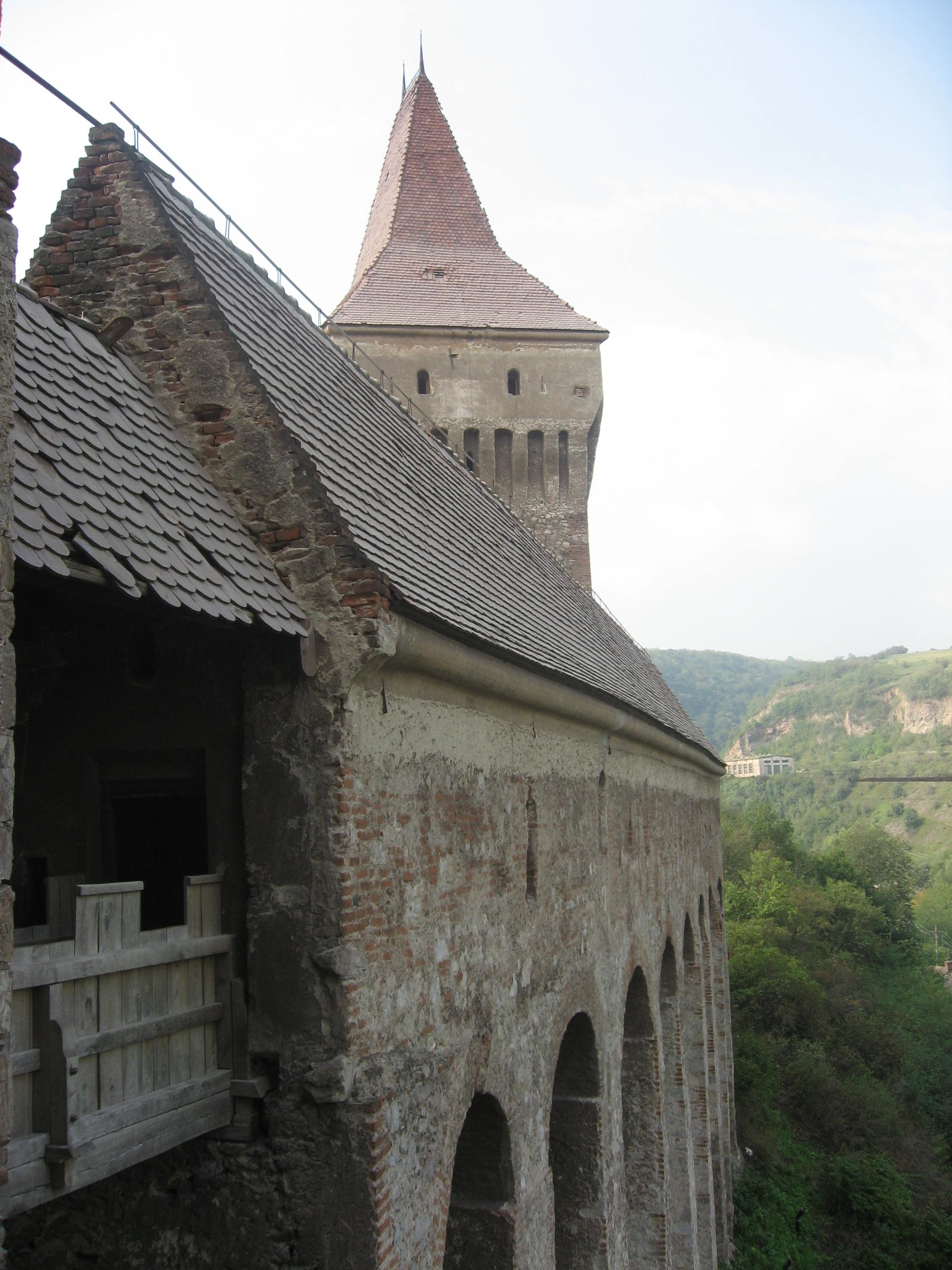
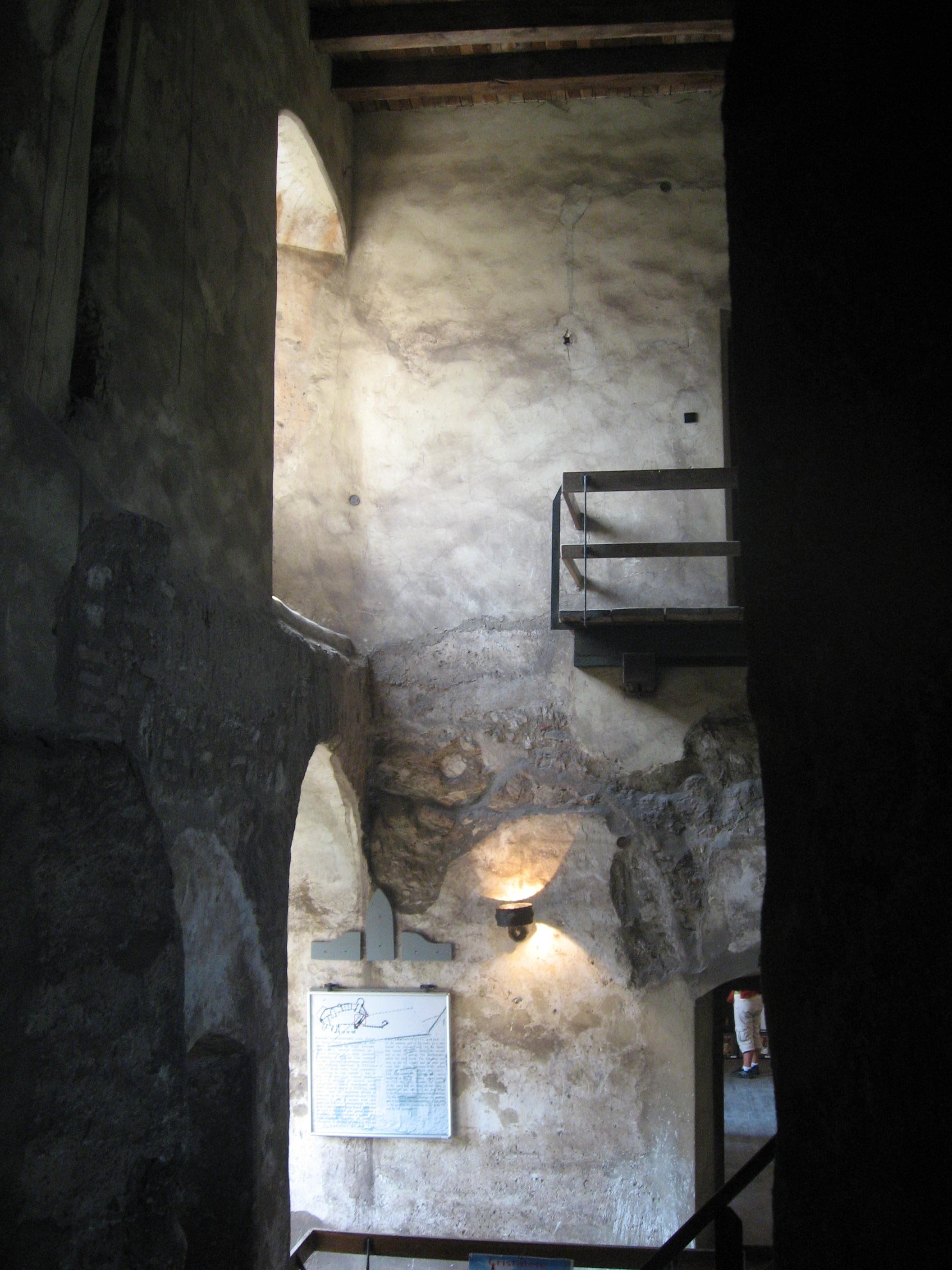
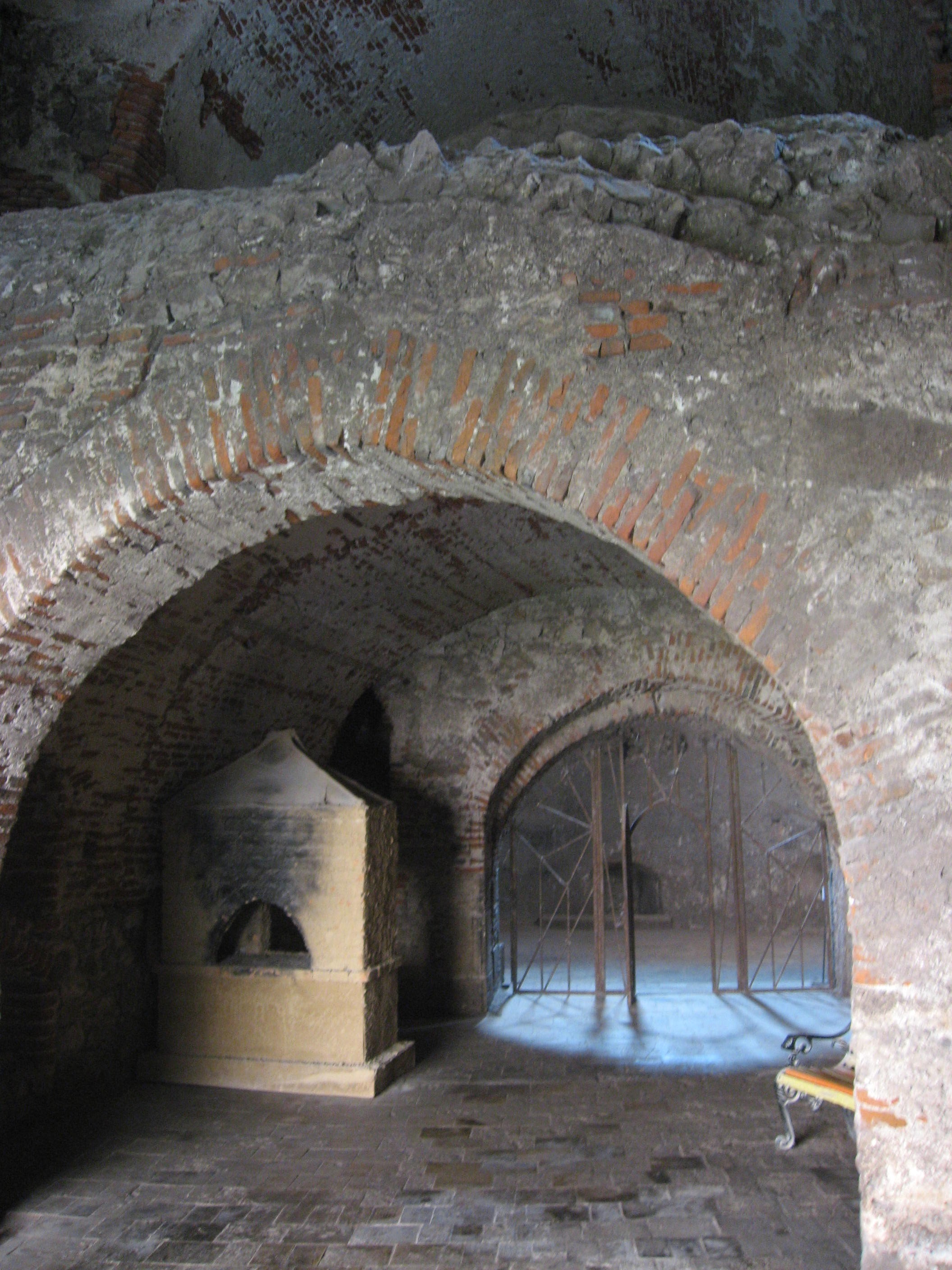
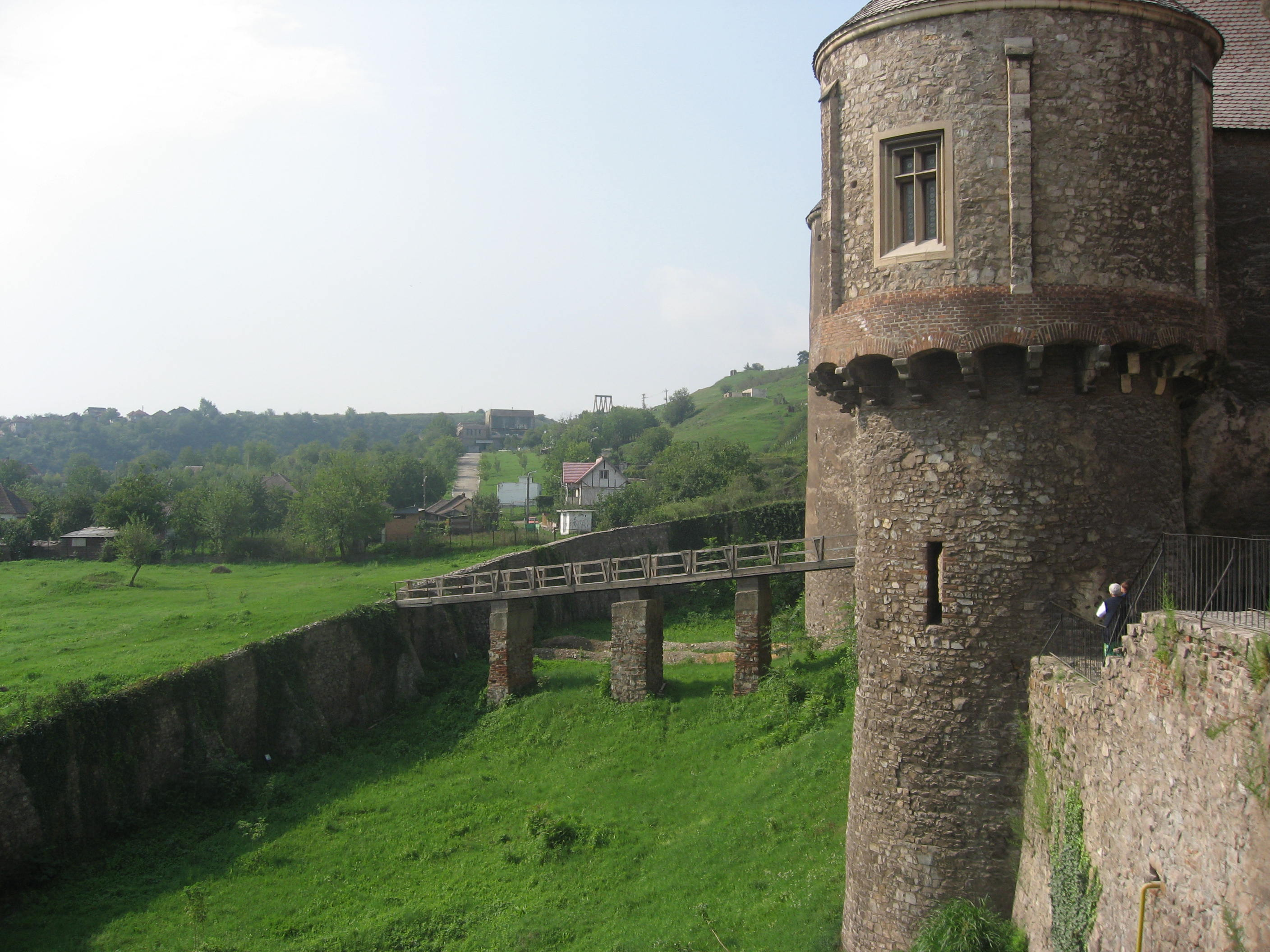
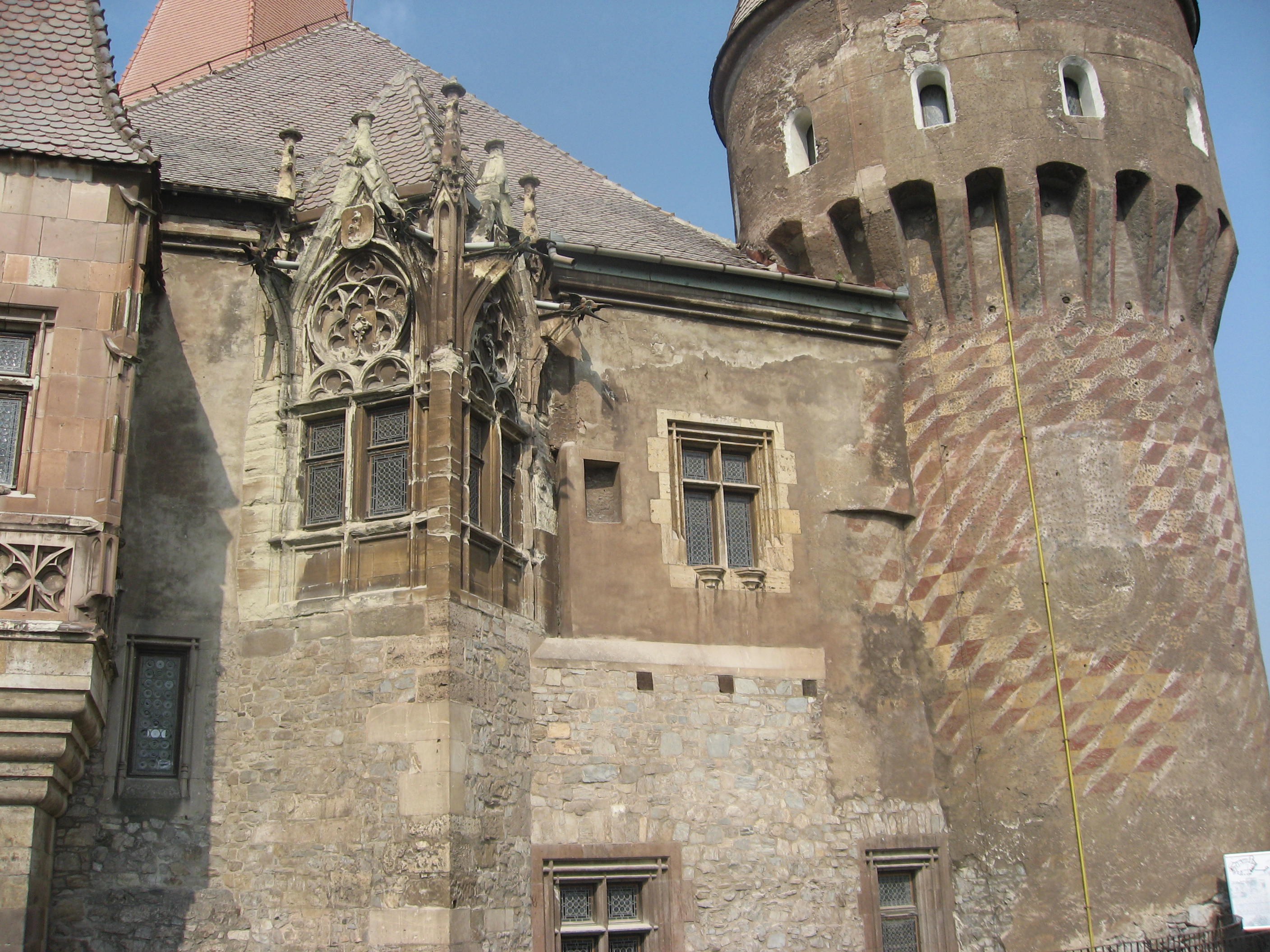
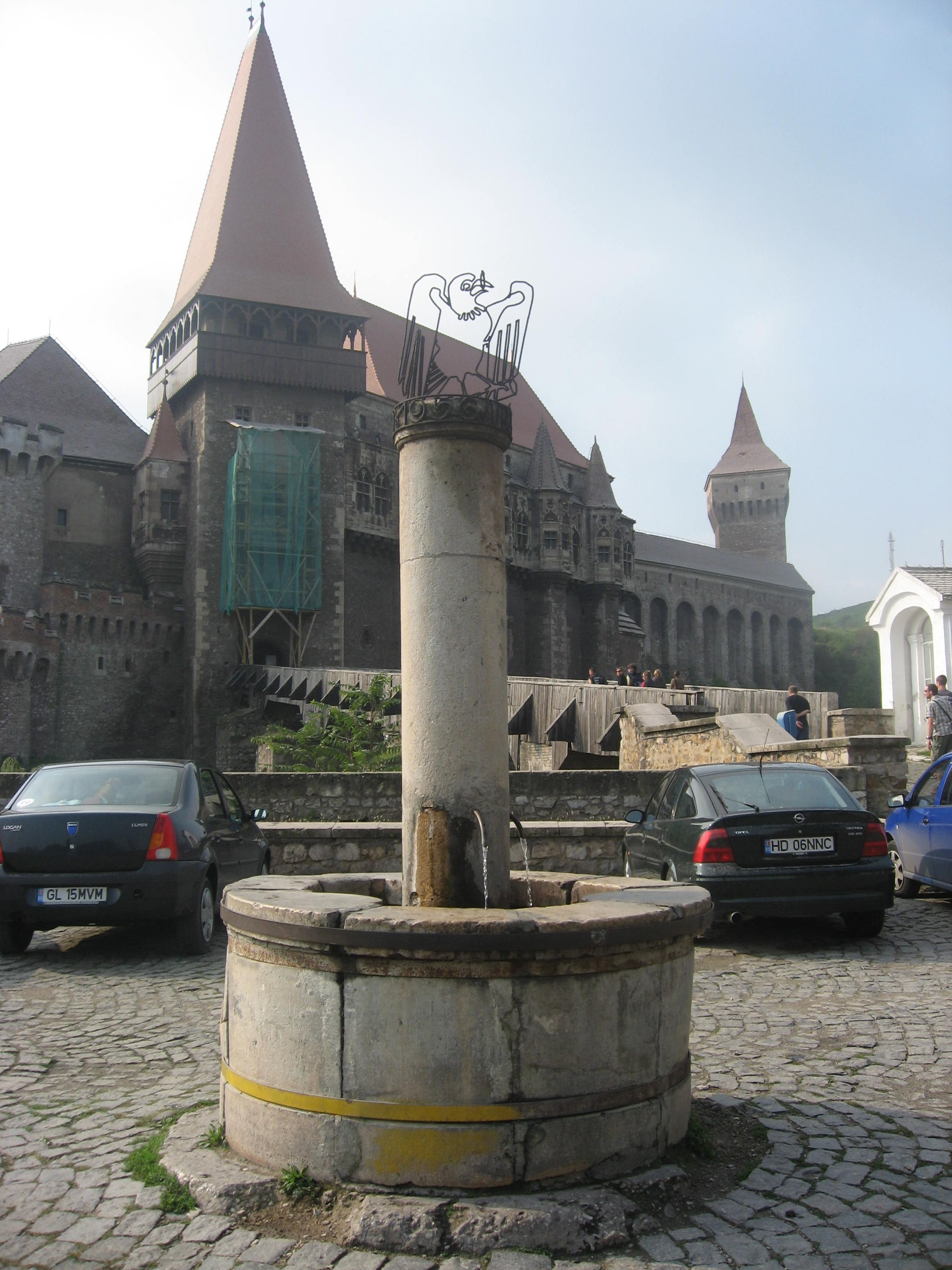
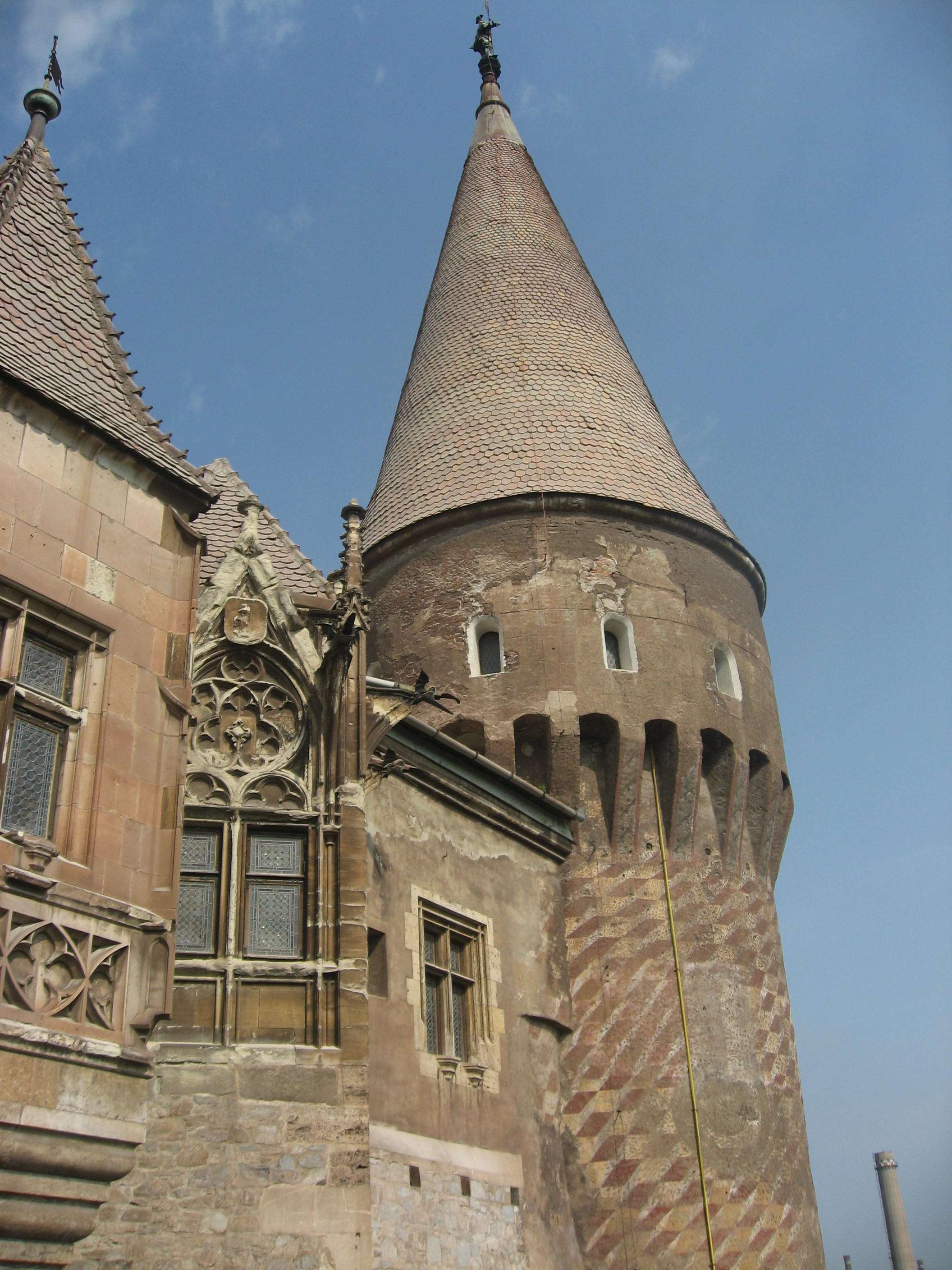
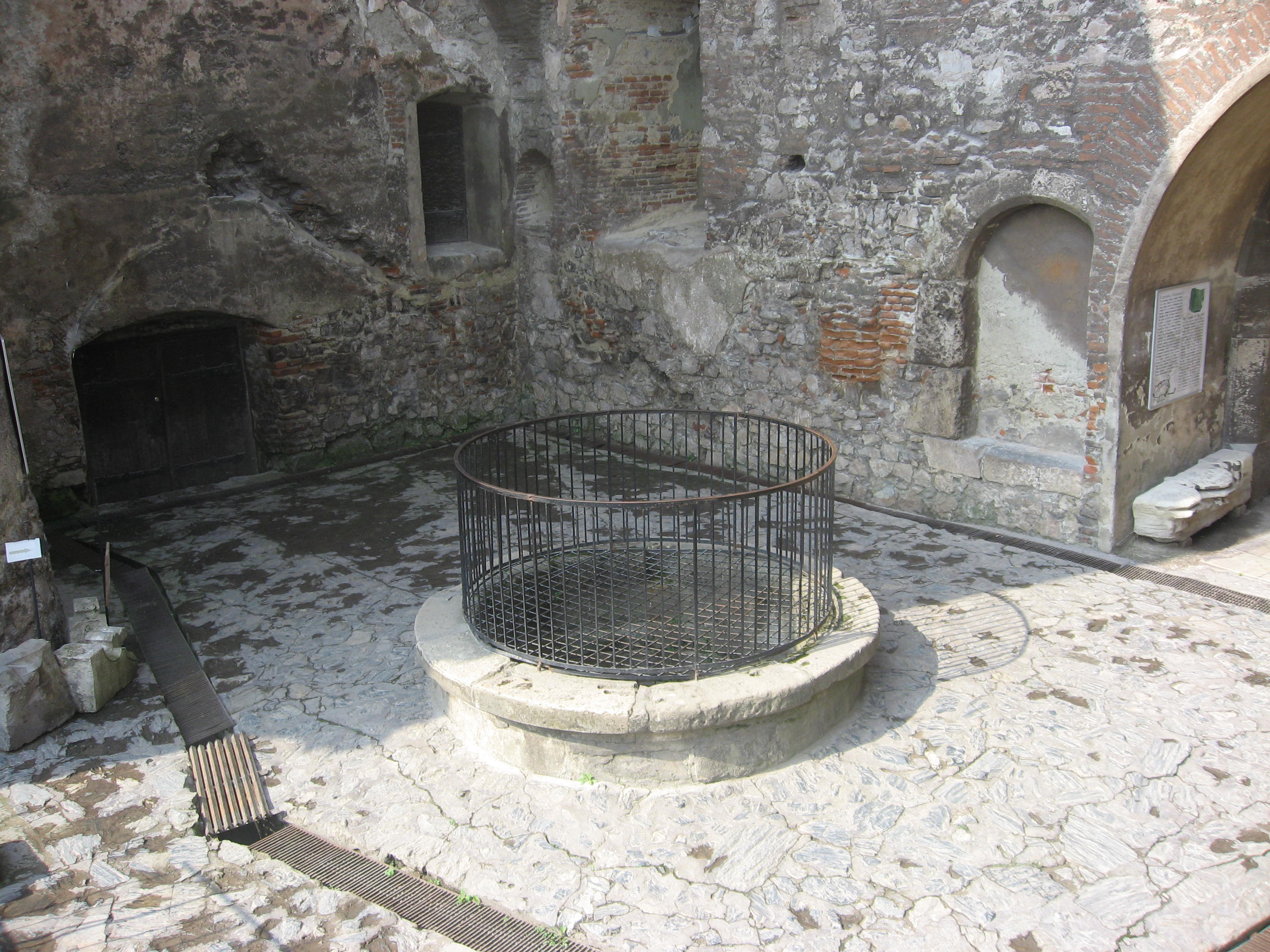
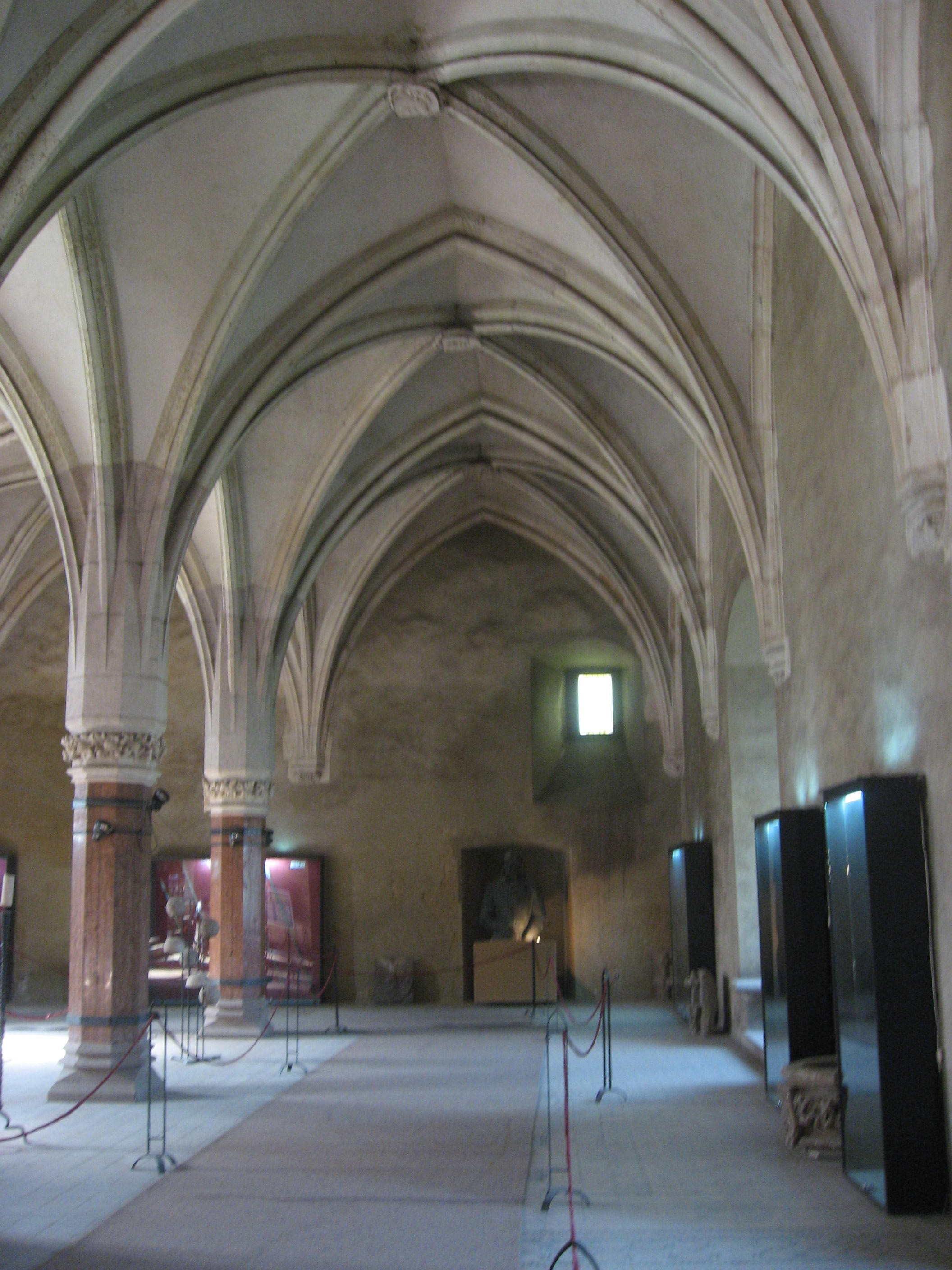
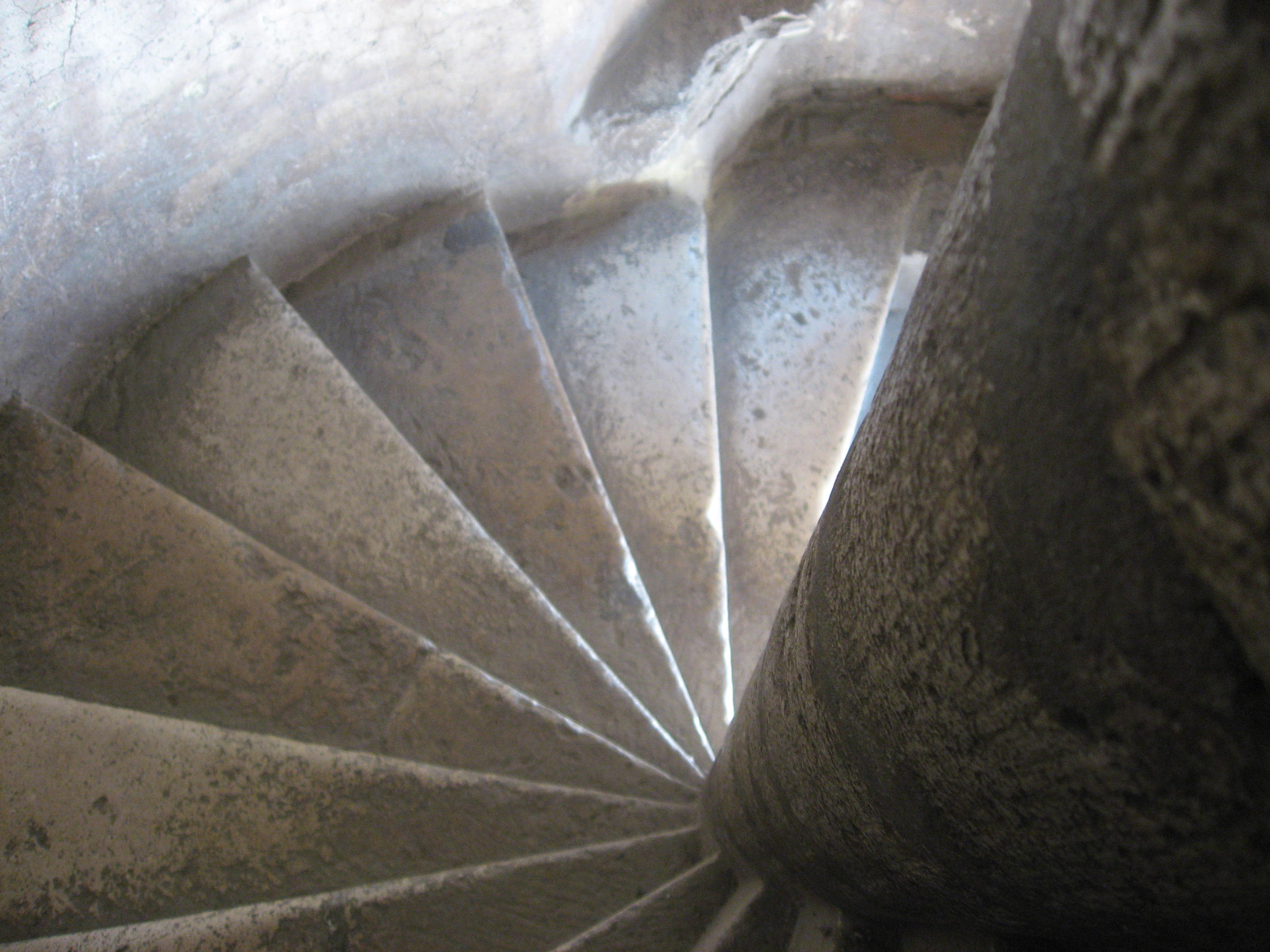
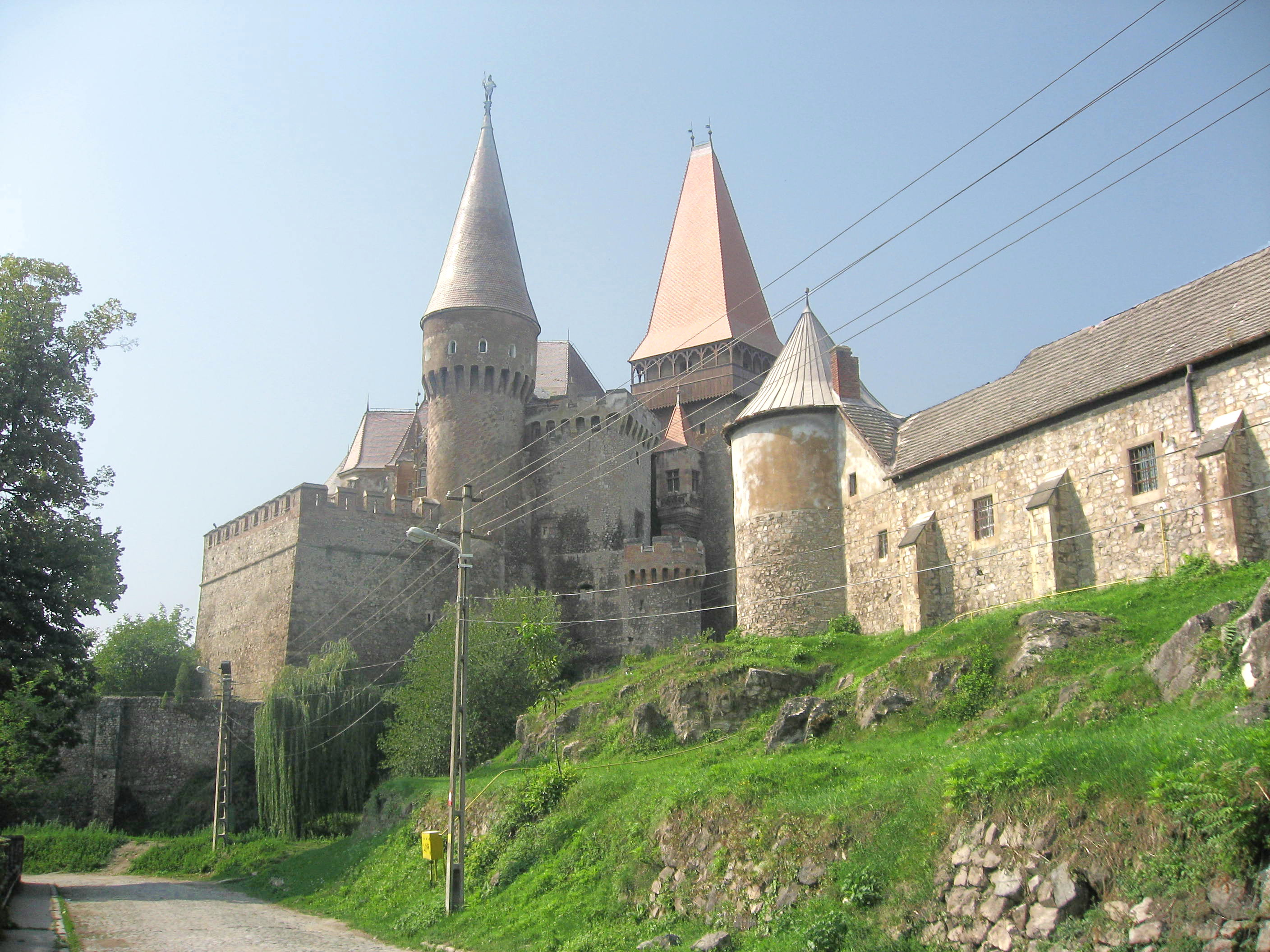
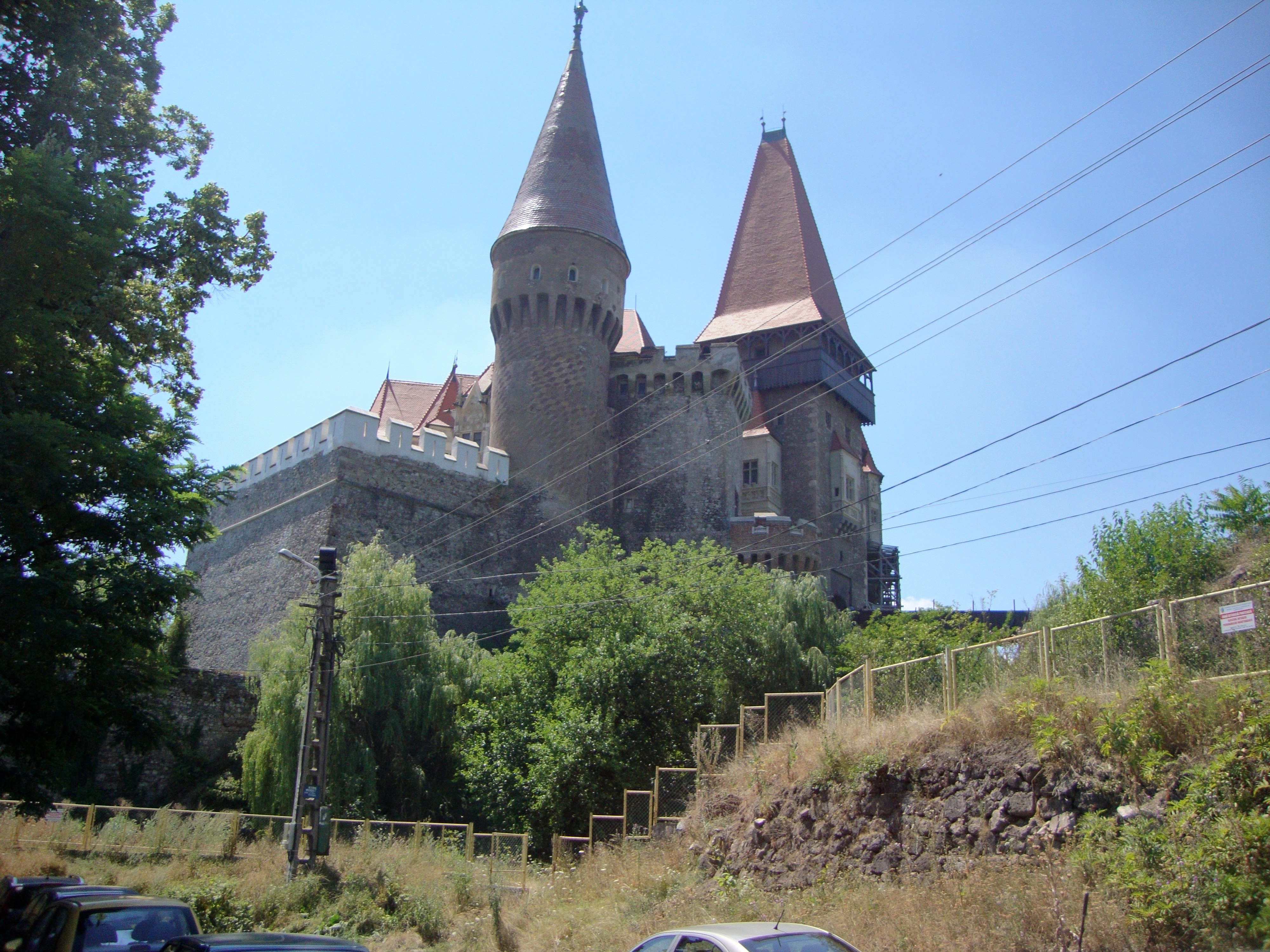
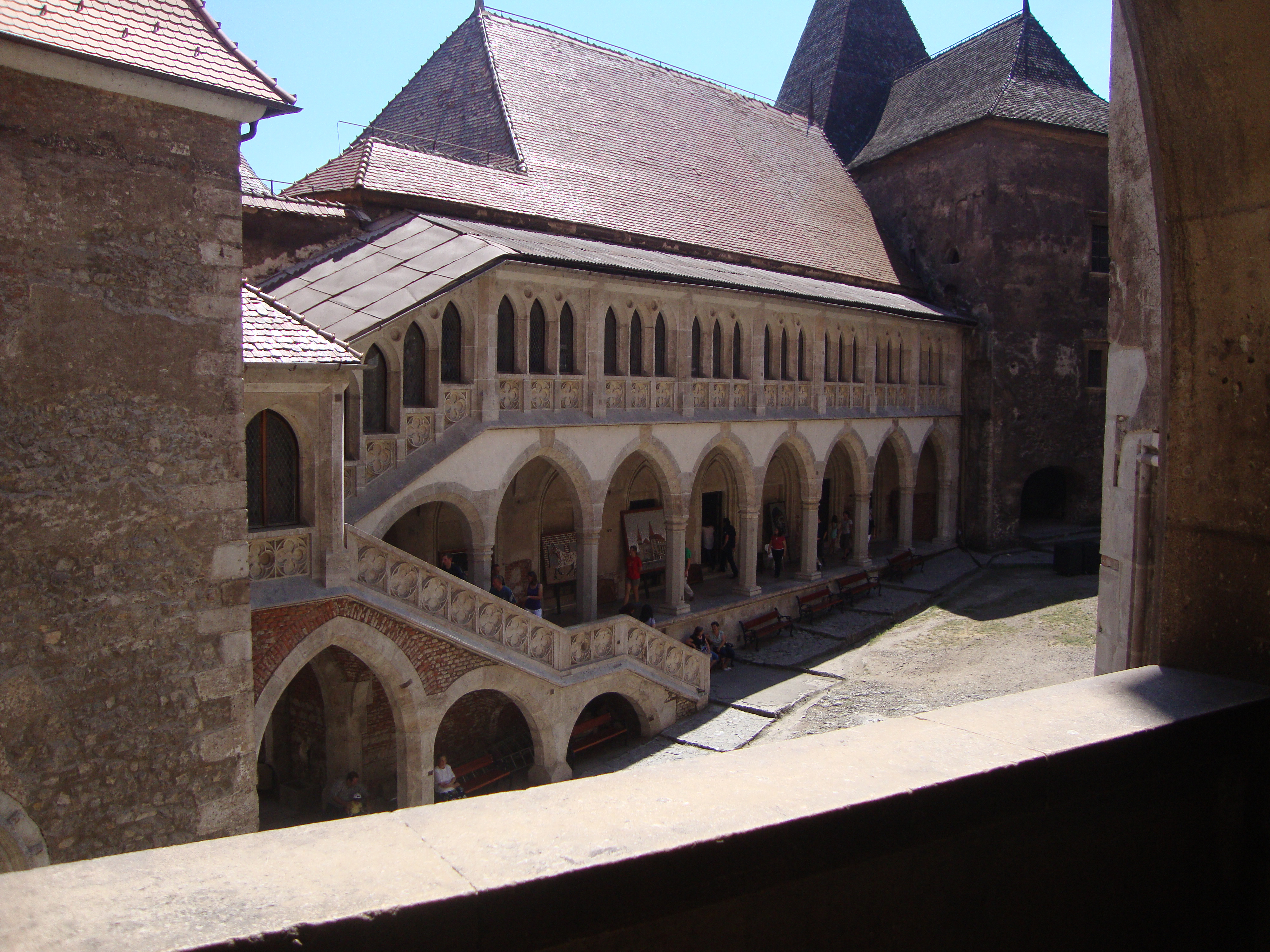
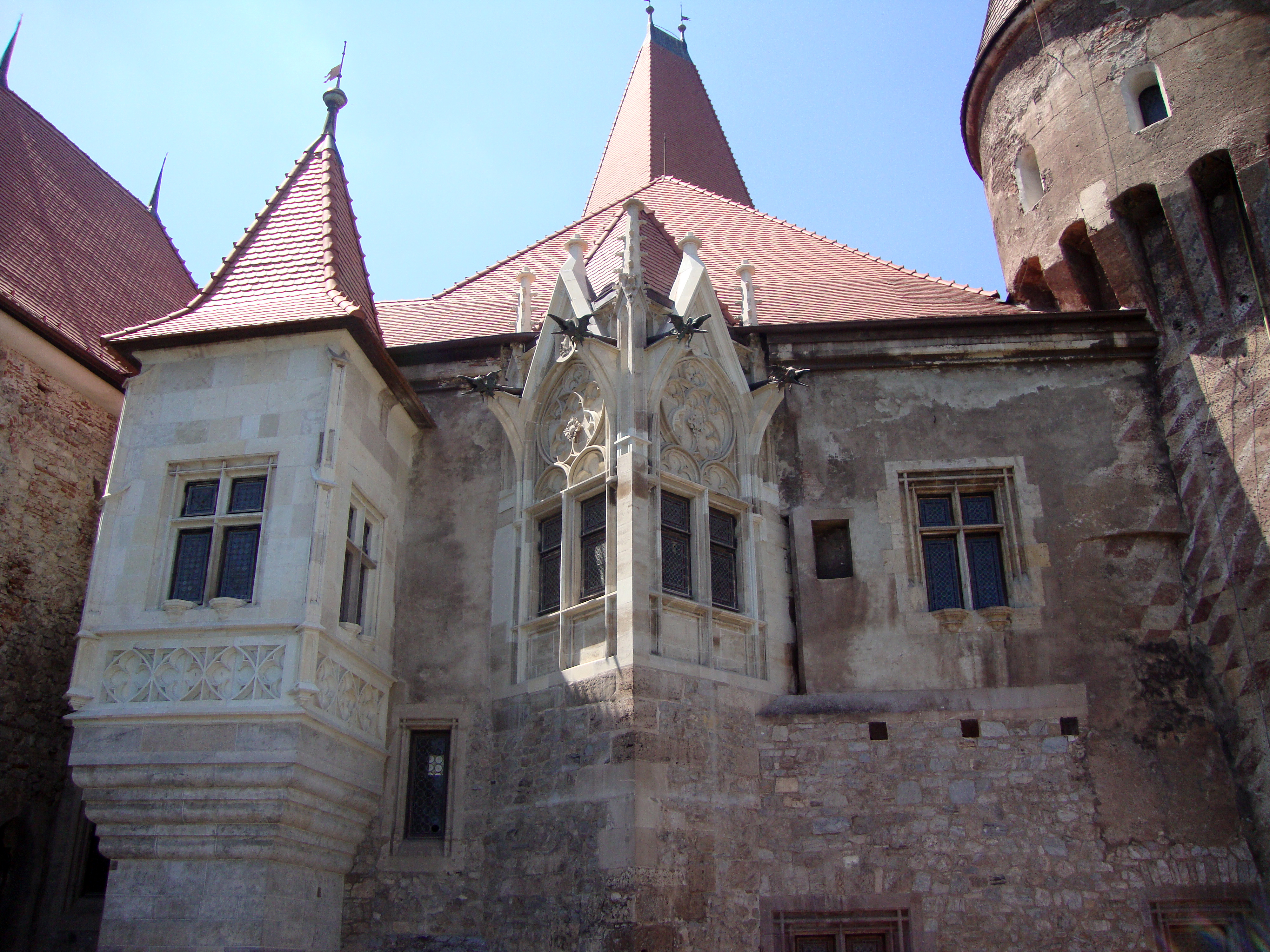
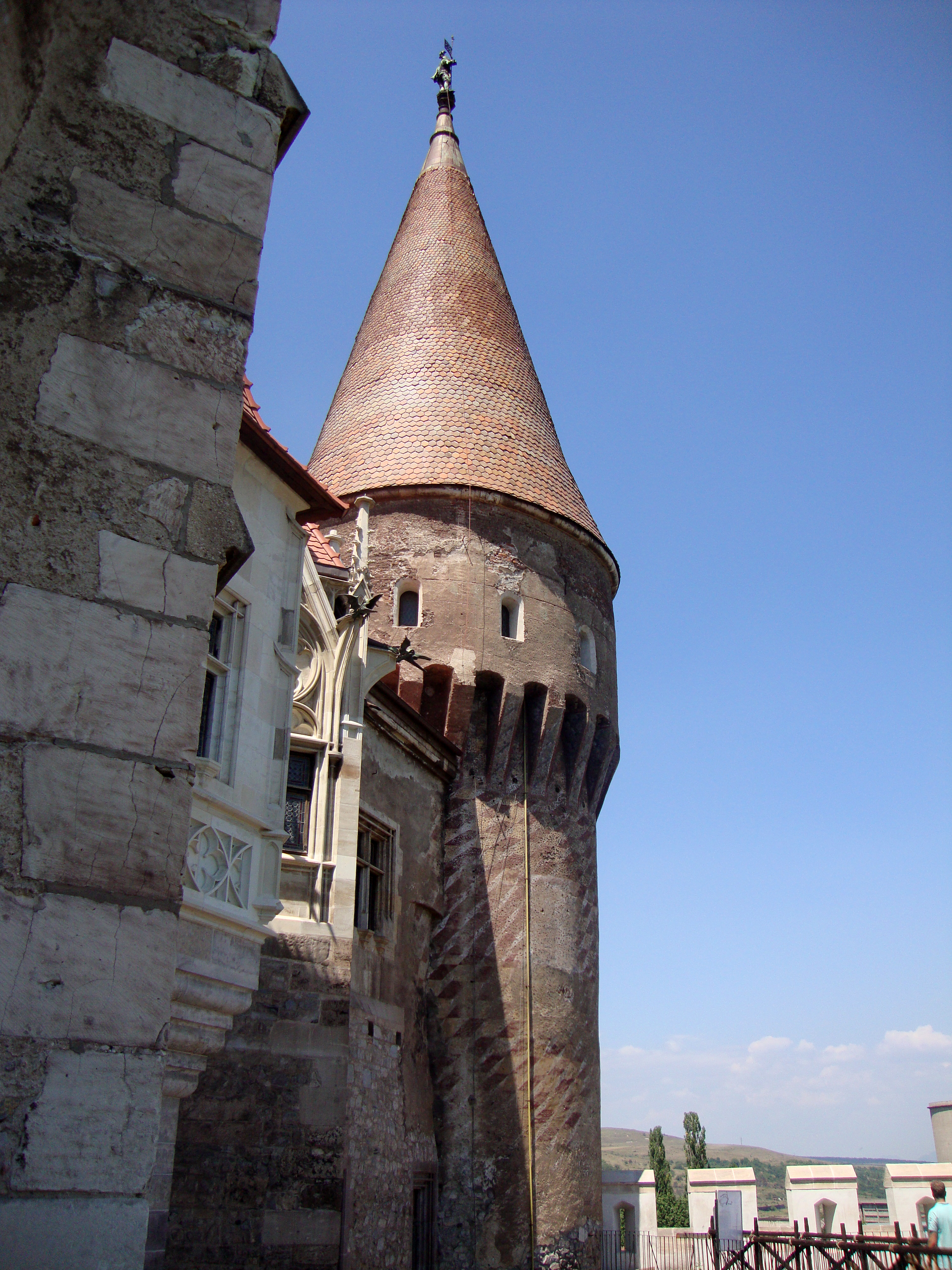
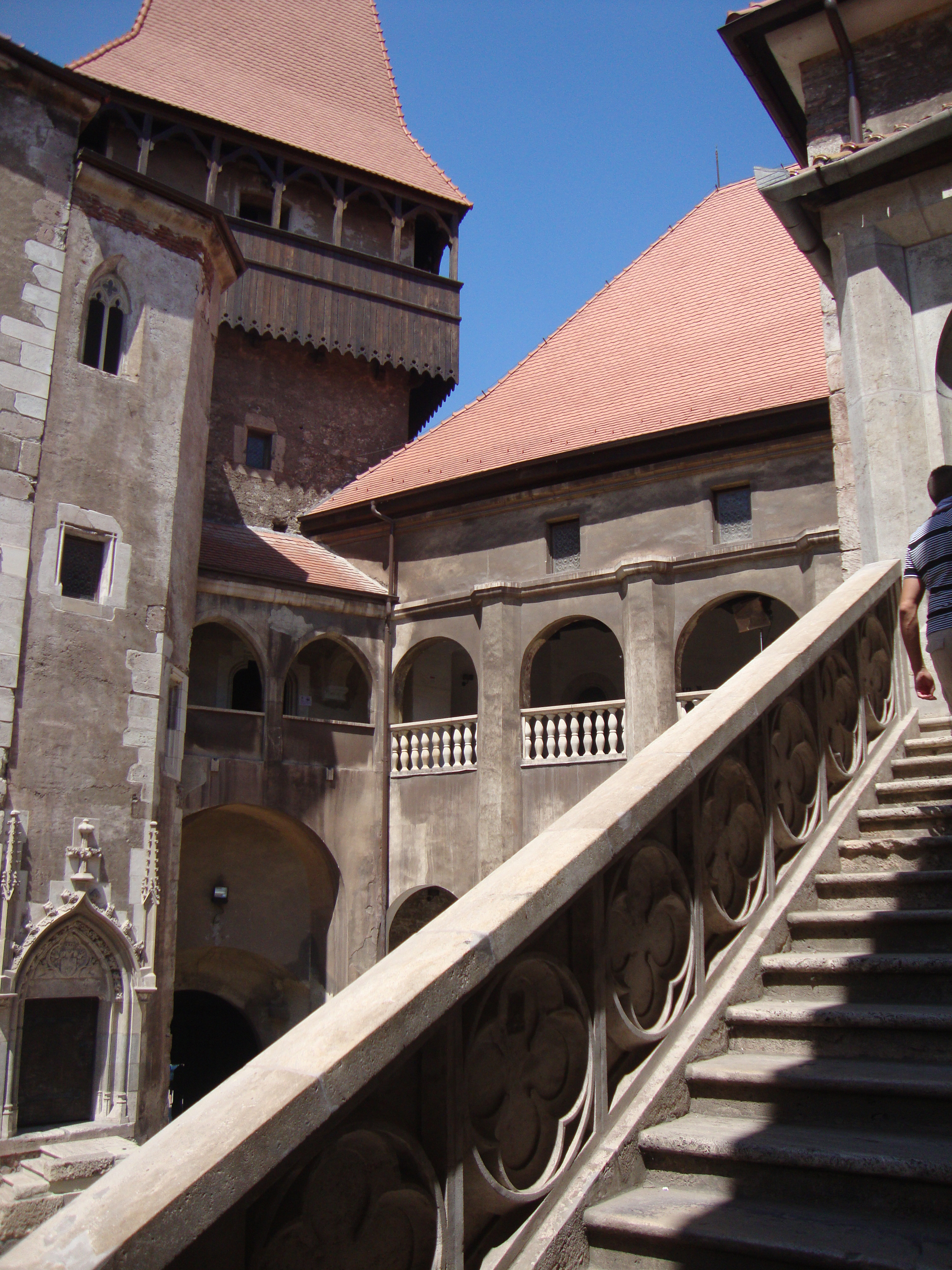
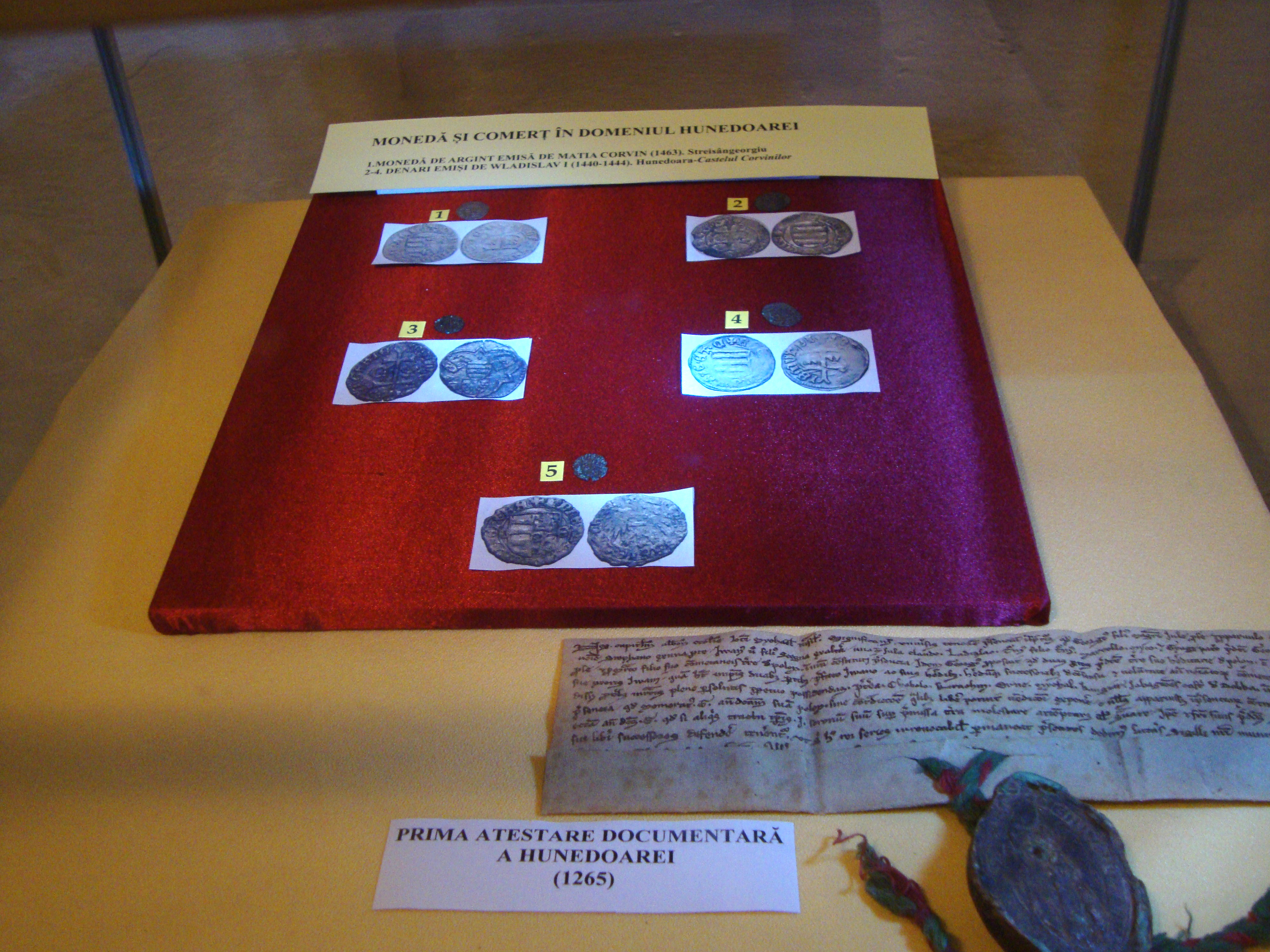
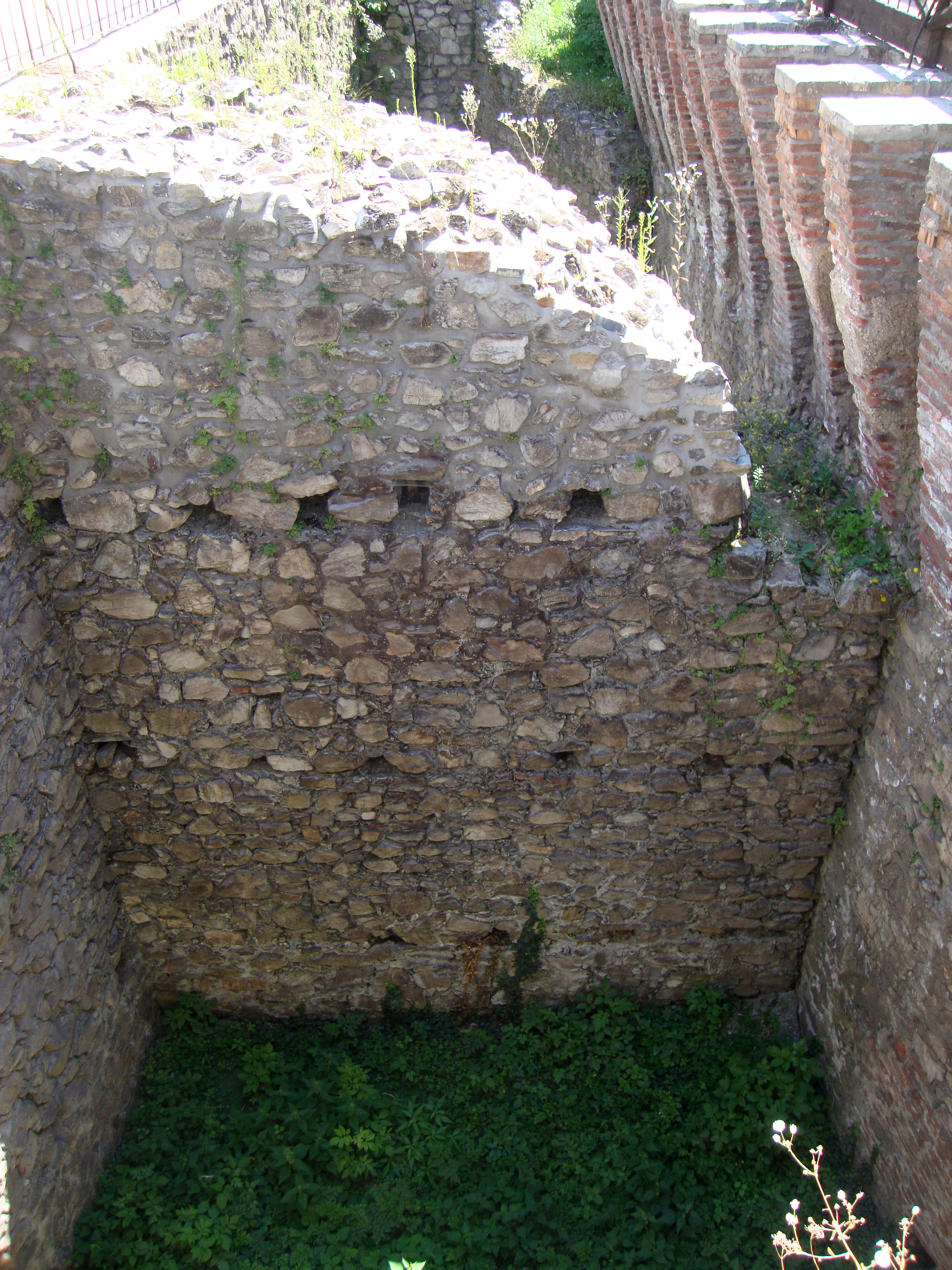
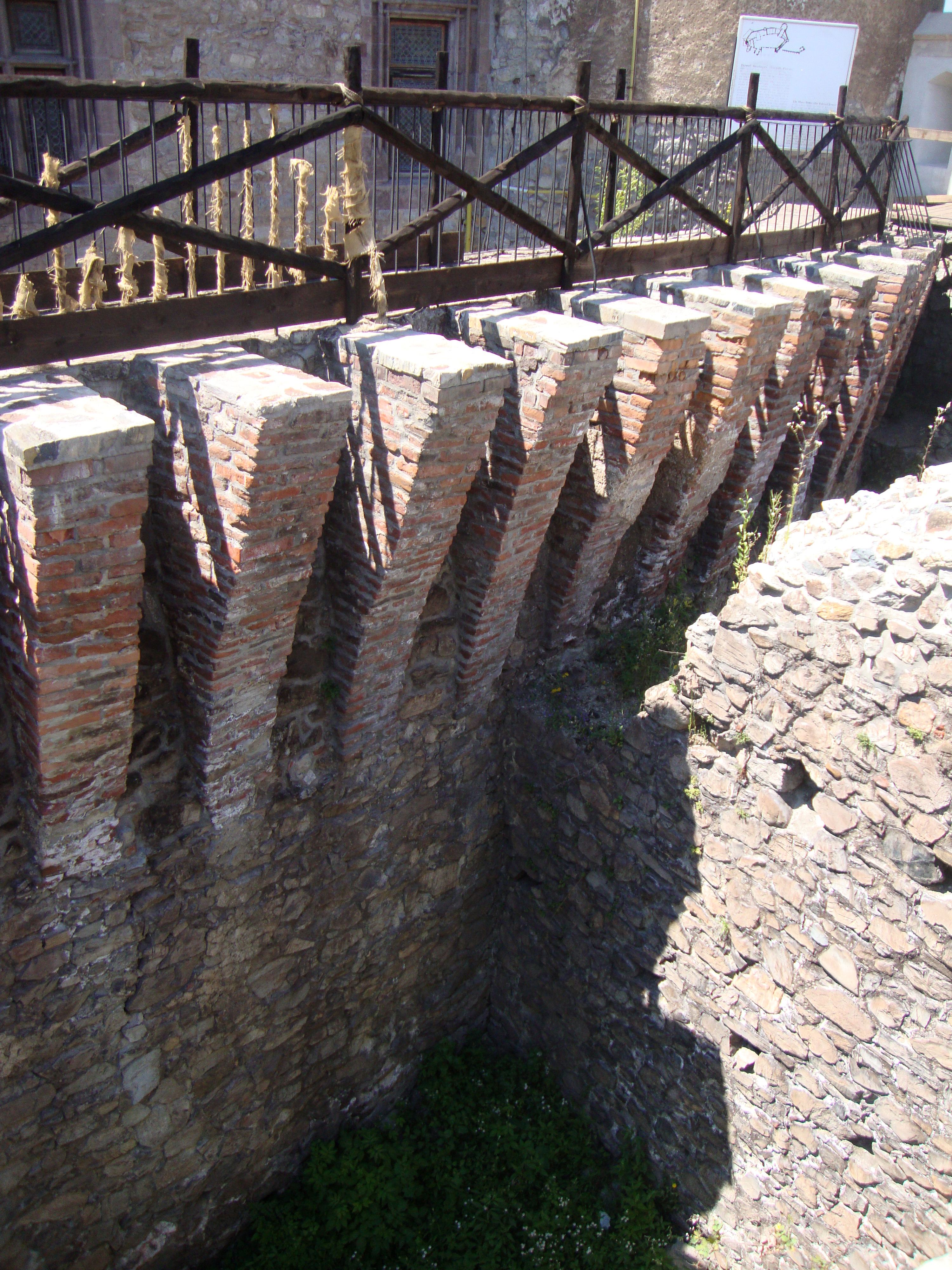
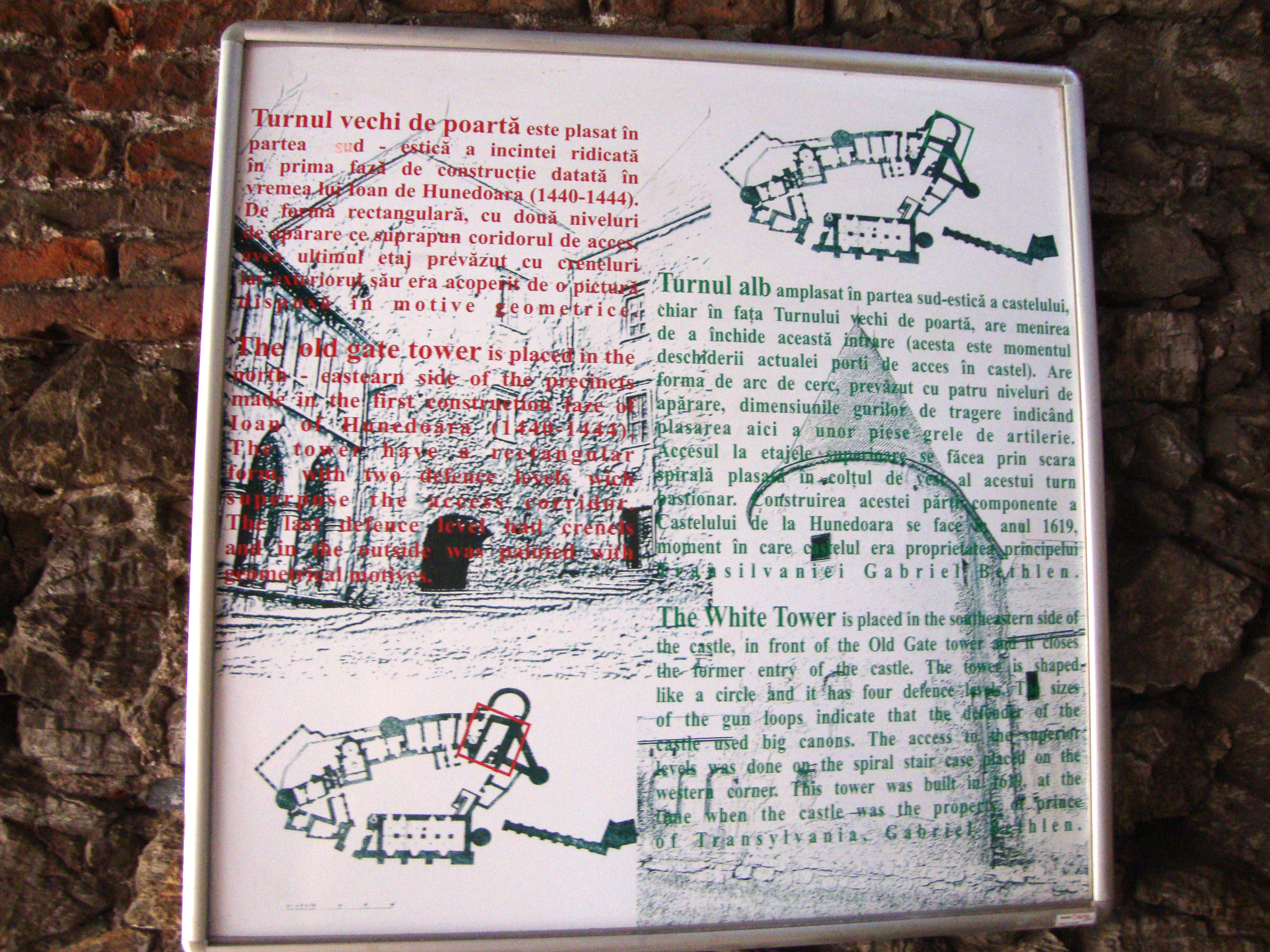
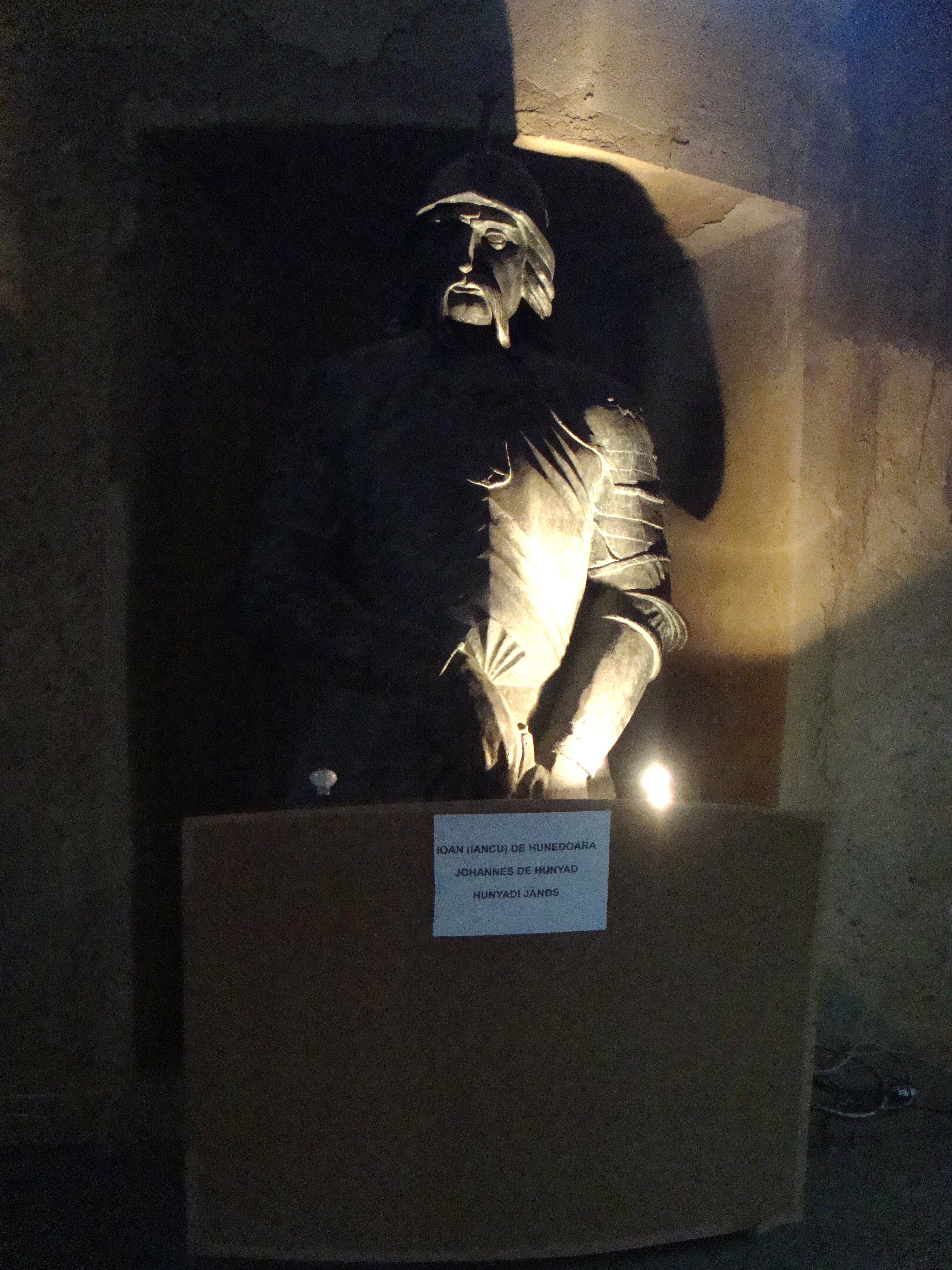
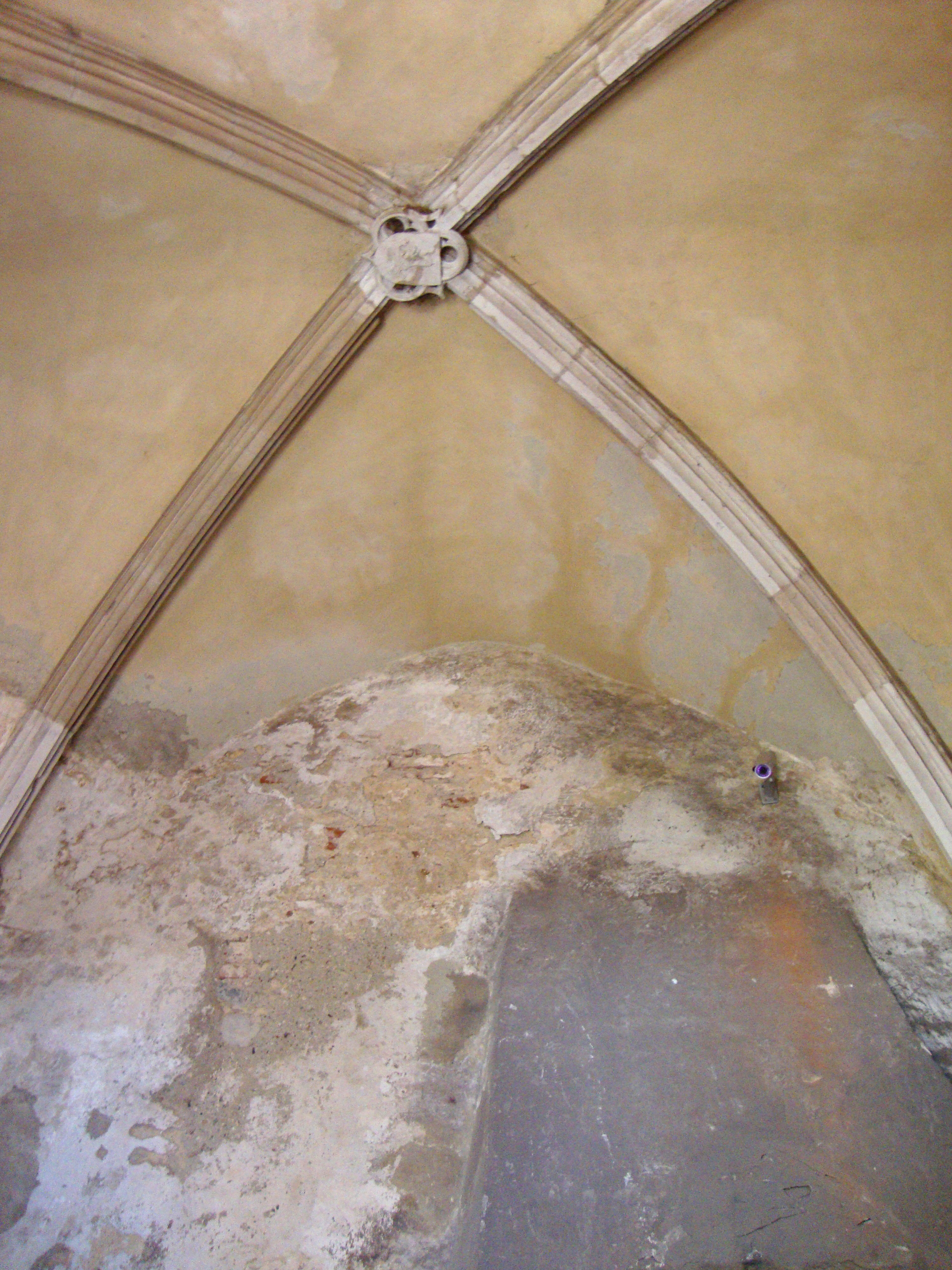
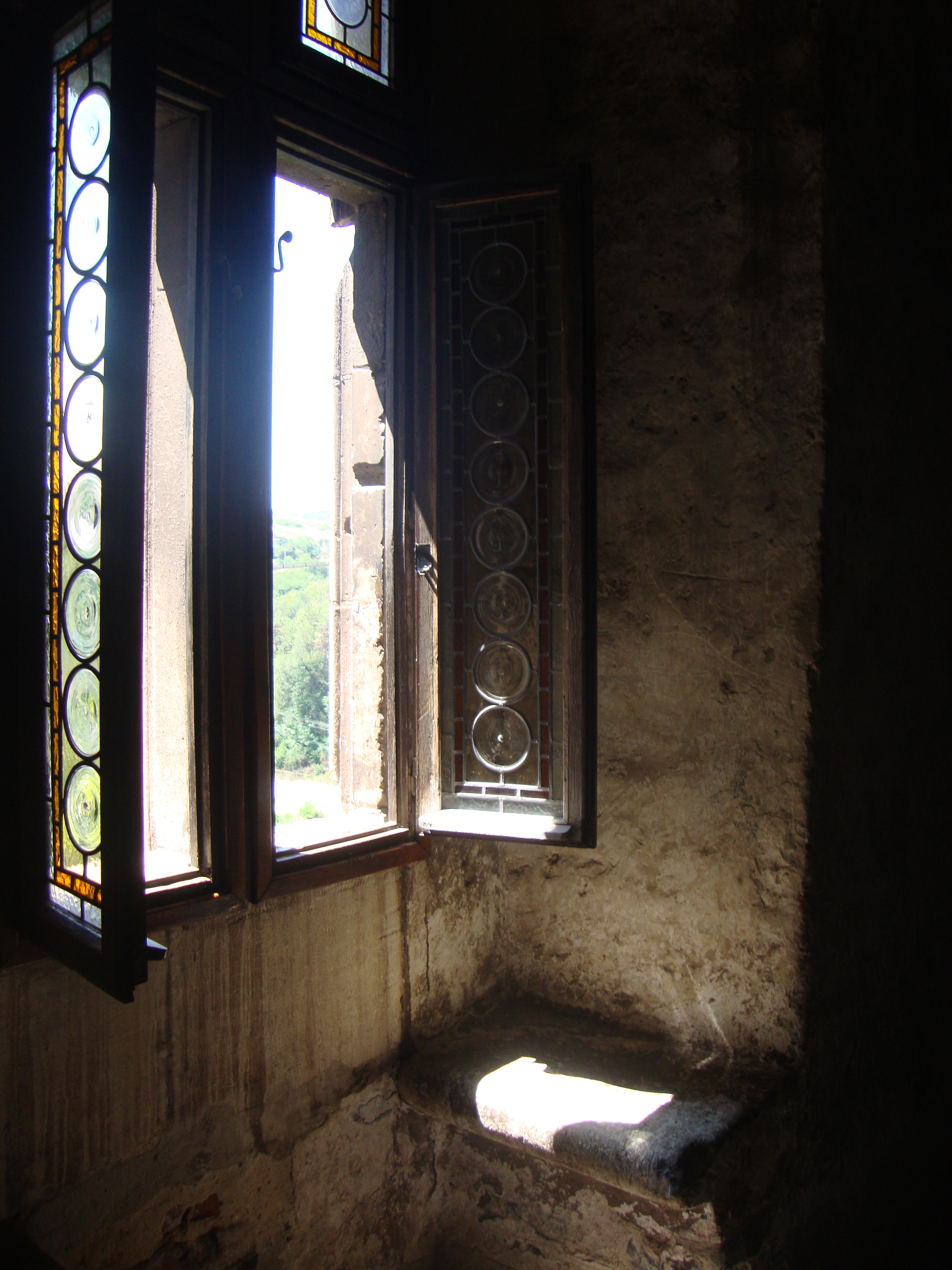
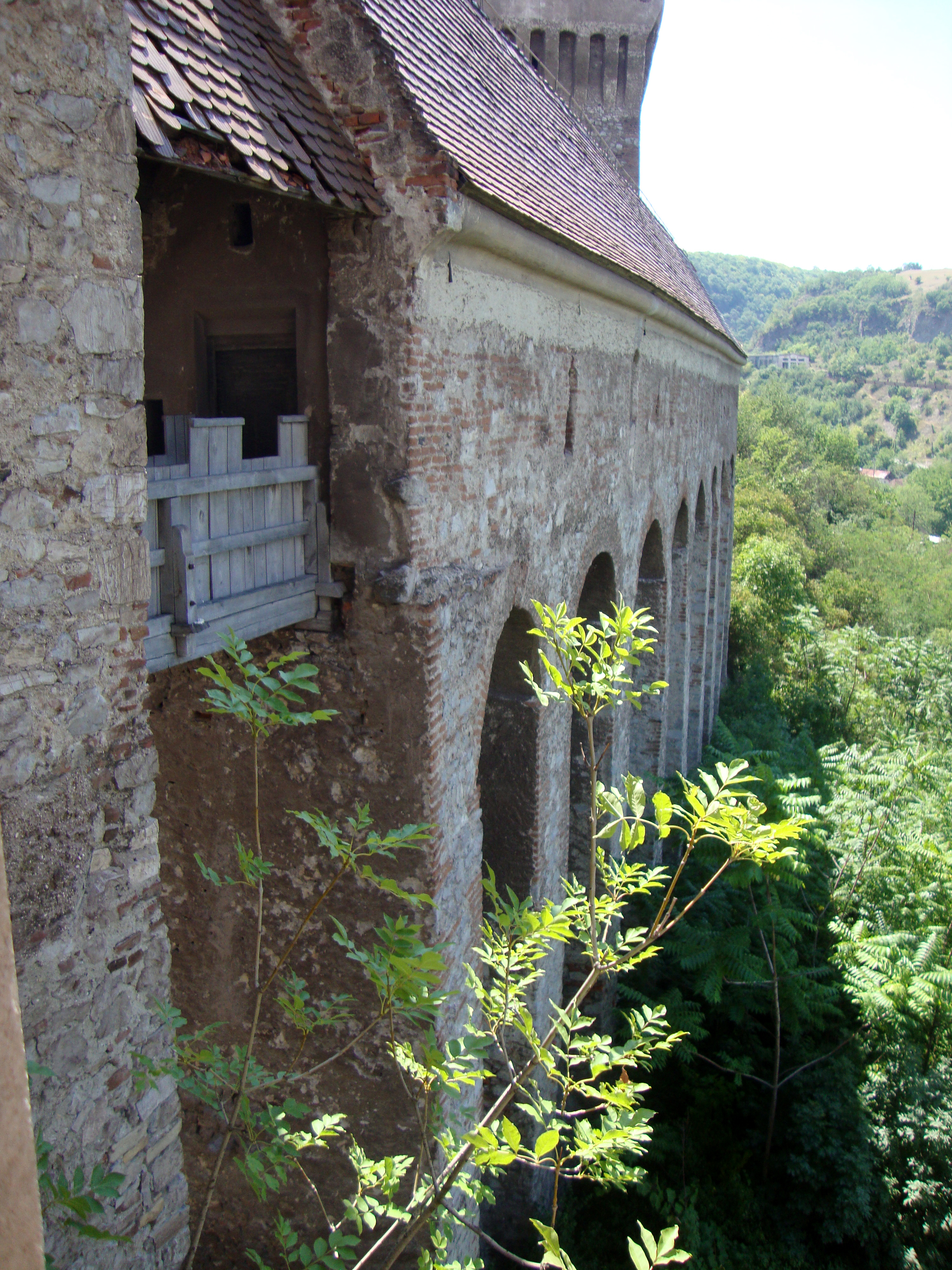
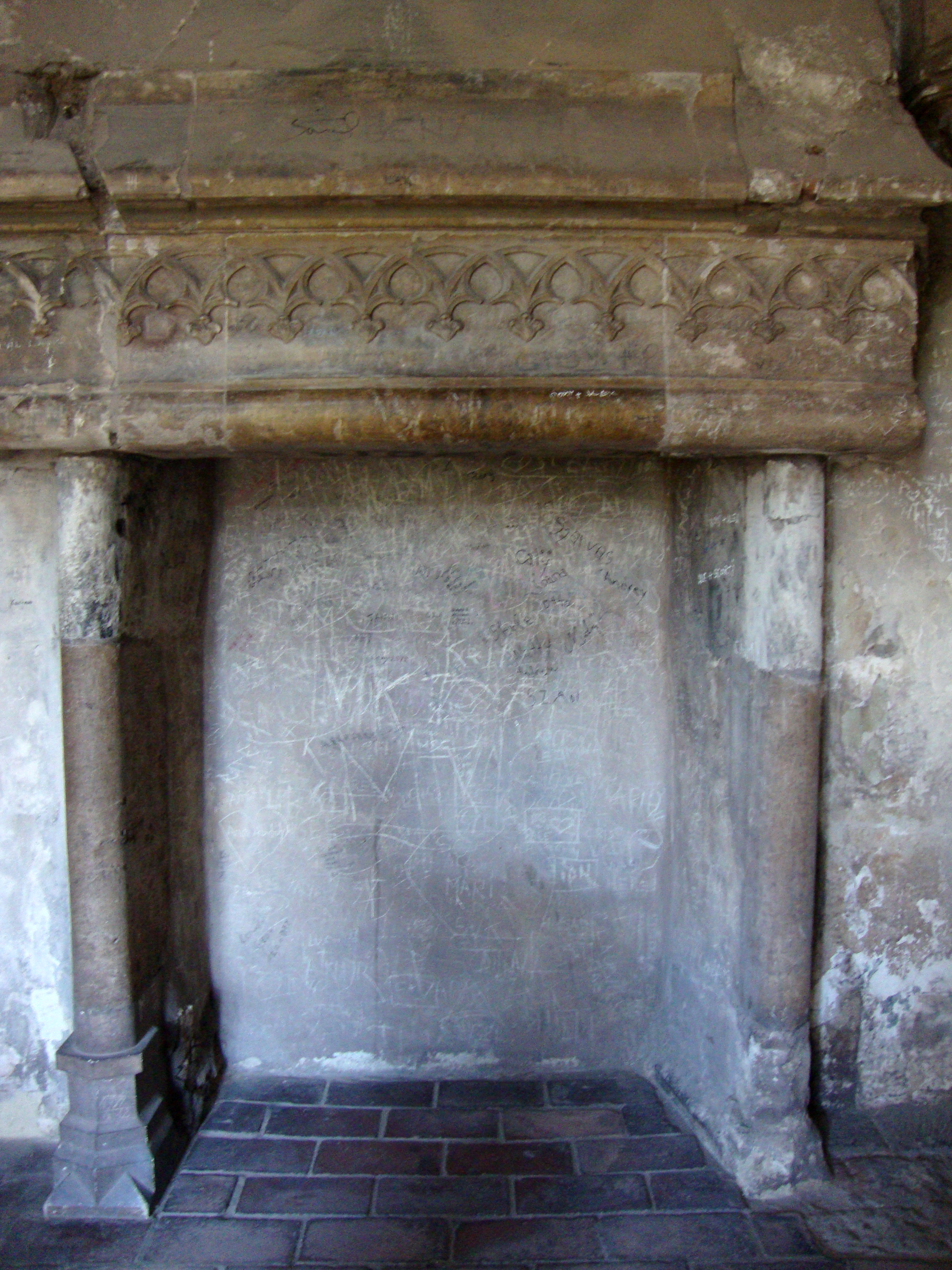
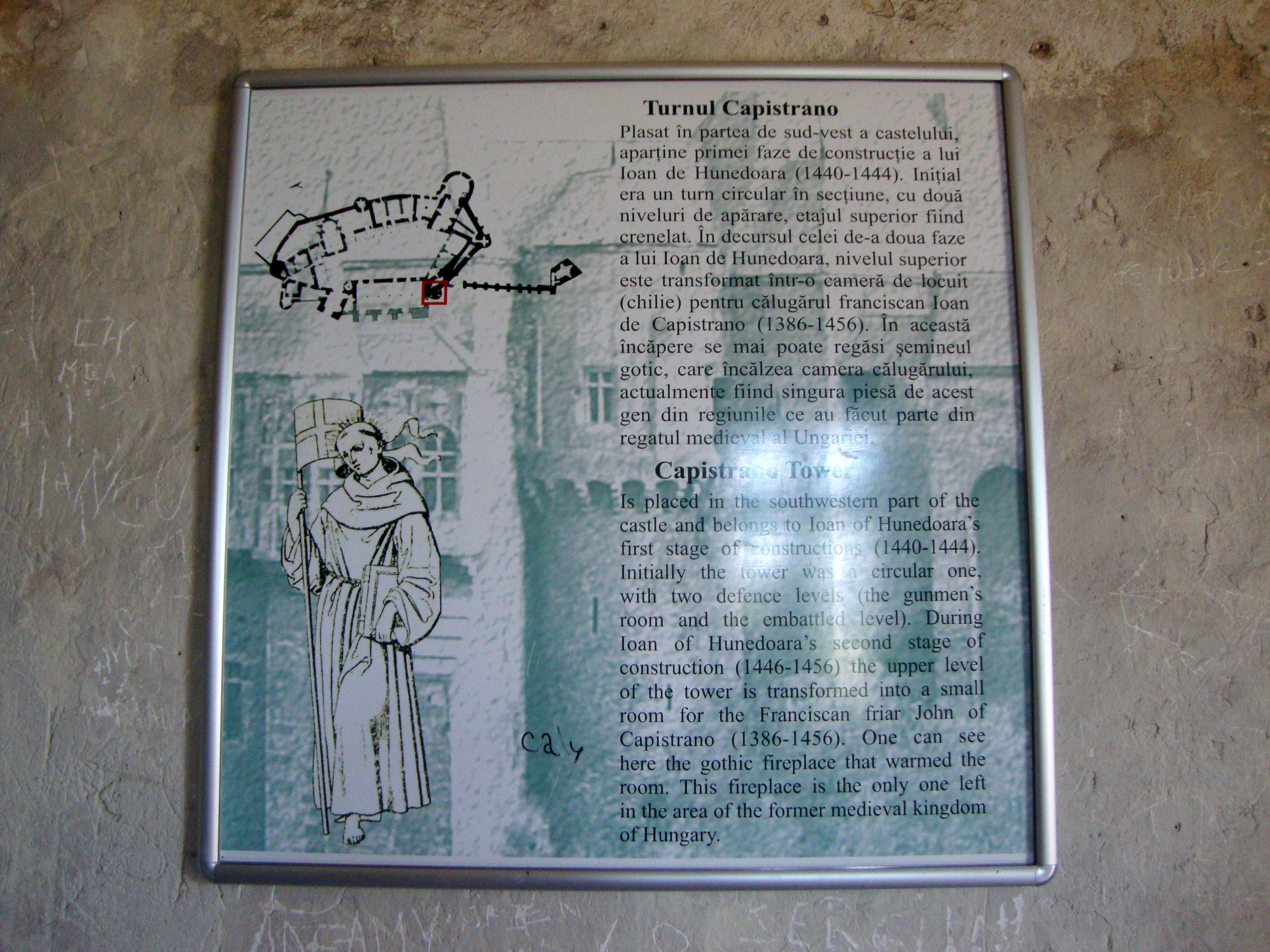
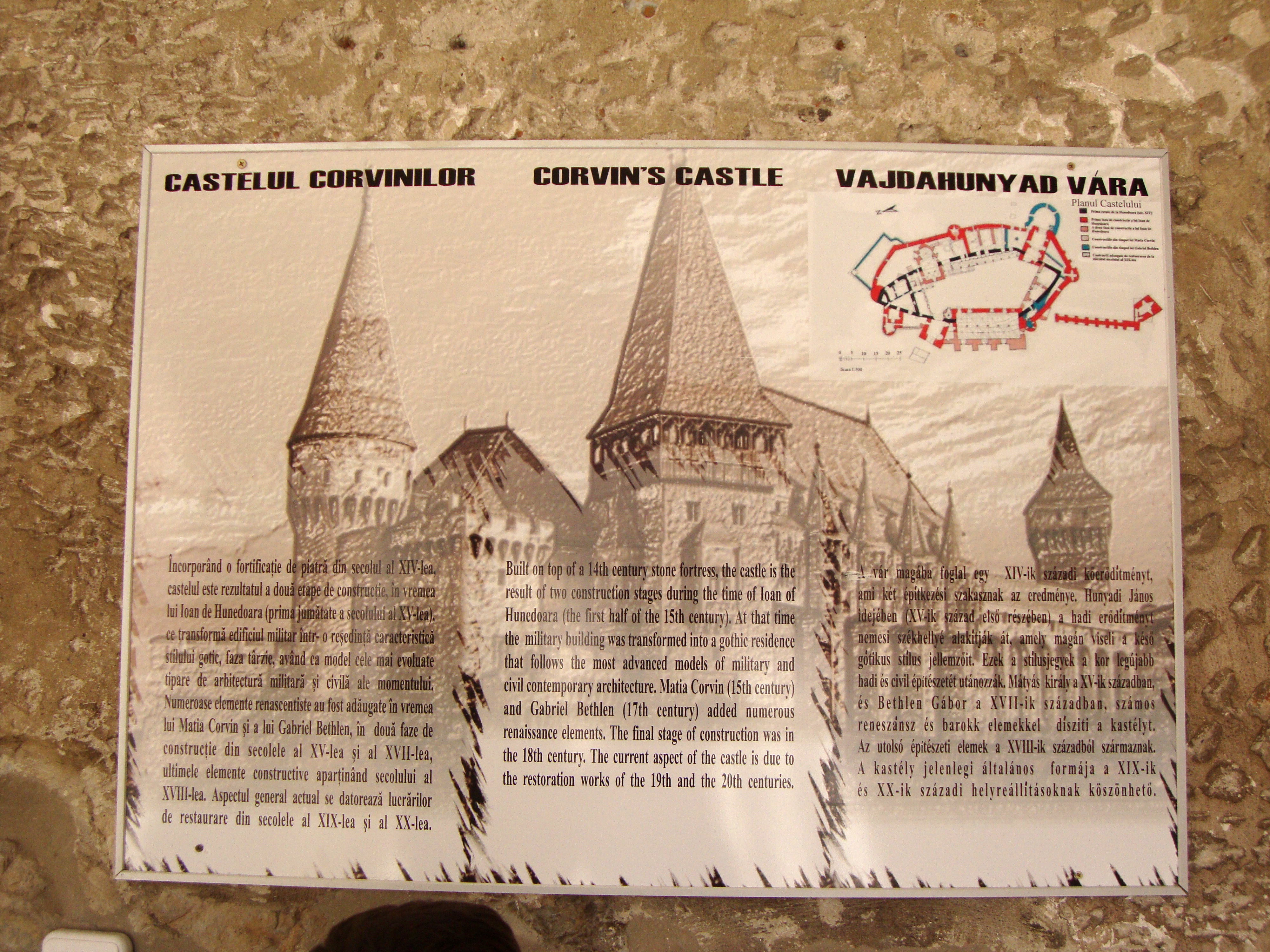